# Liste der Biografien/Yu
Liste der Biografien |
Portal Biografien |
Personensuche
# |
A |
B |
C |
D |
E |
F |
G |
H |
I |
J |
K |
L |
M |
N |
O |
P |
Q |
R |
S |
T |
U |
V |
W |
X |
Y |
Z |
?
 
Ya |
Yb |
Yc |
Yd |
Ye |
Yf |
Yg |
Yh |
Yi |
Yk |
Yl |
Ym |
Yn |
Yo |
Yp |
Yr |
Ys |
Yt |
Yu |
Yv |
Yw |
Yx |
Yz
Die Liste der Biografien führt alle Personen auf, die in der deutschsprachigen Wikipedia einen Artikel haben. Dieses ist eine Teilliste mit 564 Einträgen von Personen, deren Namen mit den Buchstaben „Yu“ beginnt.

## Yu
- Yu (* 2003), deutsche*r Sänger*in und Musiker*in
- Yu Chengti, Bartholomäus (1919–2009), römisch-katholischer Bischof von Hanzhong in der zentralchinesischen Provinz Shaanxi
- Yu Delu (* 1987), chinesischer Snookerspieler
- Yu En, Ong (* 2003), singapurischer Fußballspieler
- Yu He († 204), chinesischer Offizier der Wu-Dynastie
- Yu Hongqi (* 1973), chinesische Fußballspielerin
- Yu Kai-Wen (* 1988), taiwanischer Eishockeyspieler
- Yu Mengyu (* 1989), singapurische Tischtennisspielerin
- Yu Nan (* 1978), chinesische SchauspielerinYu Nan (* 1978)

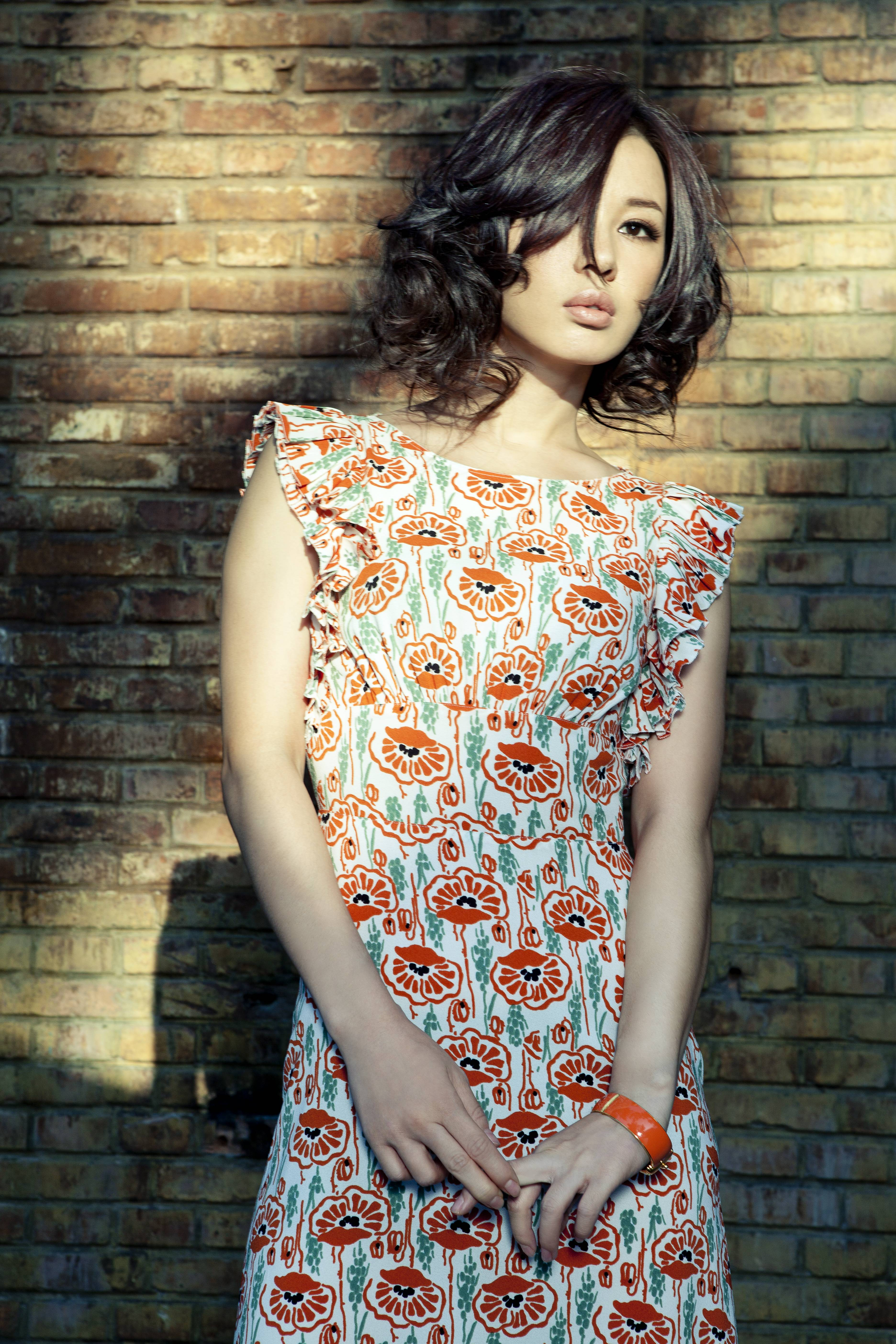
Yu Nan (* 1978)

- Yu Qi, Ricky (* 1969), chinesischer Badmintonspieler, später für Australien startend
- Yu Runchen, Louis (* 1931), chinesischer Geistlicher, Bischof von Hanzhong
- Yu Shao († 242), General der Wu-Dynastie zur Zeit der drei Reiche im alten China
- Yu Shentong (* 1968), chinesischer Tischtennisspieler
- Yu Shumei (* 1977), chinesische Biathletin
- Yu Song (* 1986), chinesische Judoka
- Yu Sung-yin (* 1997), taiwanischer Eishockeyspieler
- Yu Woon Chai, Jaspar (* 1988), bruneiischer Badmintonspieler
- Yu Xiaohan (* 1994), chinesische Badmintonspielerin
- Yu Yan (1879–1954), chinesischer Mediziner
- Yu Yang (* 1979), chinesischer Eishockeytorwart
- Yu Yiting (* 2005), chinesische Schwimmerin
- Yu Yongbo (* 1931), chinesischer General und Politiker der KPCh
- Yu Yuk Geor, taiwanische Badmintonspielerin
- Yu Zuxiang (* 1930), chinesischer Geologe; Entdecker neuer Mineralien
- Yu, Angela (* 2003), australische Badmintonspielerin
- Yu, Angela J., Neuroinformatikerin und Hochschullehrerin
- Yu, Apphia, US-amerikanische Synchronsprecherin
- Yu, Avan (* 1987), chinesisch-kanadischer Pianist
- Yu, Ben (* 1986), US-amerikanischer Pokerspieler
- Yu, Bin (* 1985), chinesischer Zehnkämpfer
- Yu, Chaohong (* 1975), chinesischer Geher
- Yu, Chen-yi (* 1996), taiwanischer Sprinter
- Yu, Cheng-wu, taiwanischer Badmintonspieler
- Yu, Chia-hsuan (* 1995), taiwanischer Hürdenläufer
- Yu, Chui Yee (* 1984), chinesische Rollstuhlfechterin (Hongkong)
- Yu, Corrinne, US-amerikanische Computerspieledesignerin und Programmiererin
- Yu, Dafu (* 1896), chinesischer Schriftsteller
- Yu, Dan (* 1987), chinesische Sportschützin
- Yu, Dengyun (* 1961), chinesischer Raumfahrtingenieur, Technischer Direktor des Mondprogramms der Volksrepublik China
- Yu, Eleana (* 2004), US-amerikanische Tennisspielerin
- Yu, Elizabeth, US-amerikanische SchauspielerinElizabeth Yu

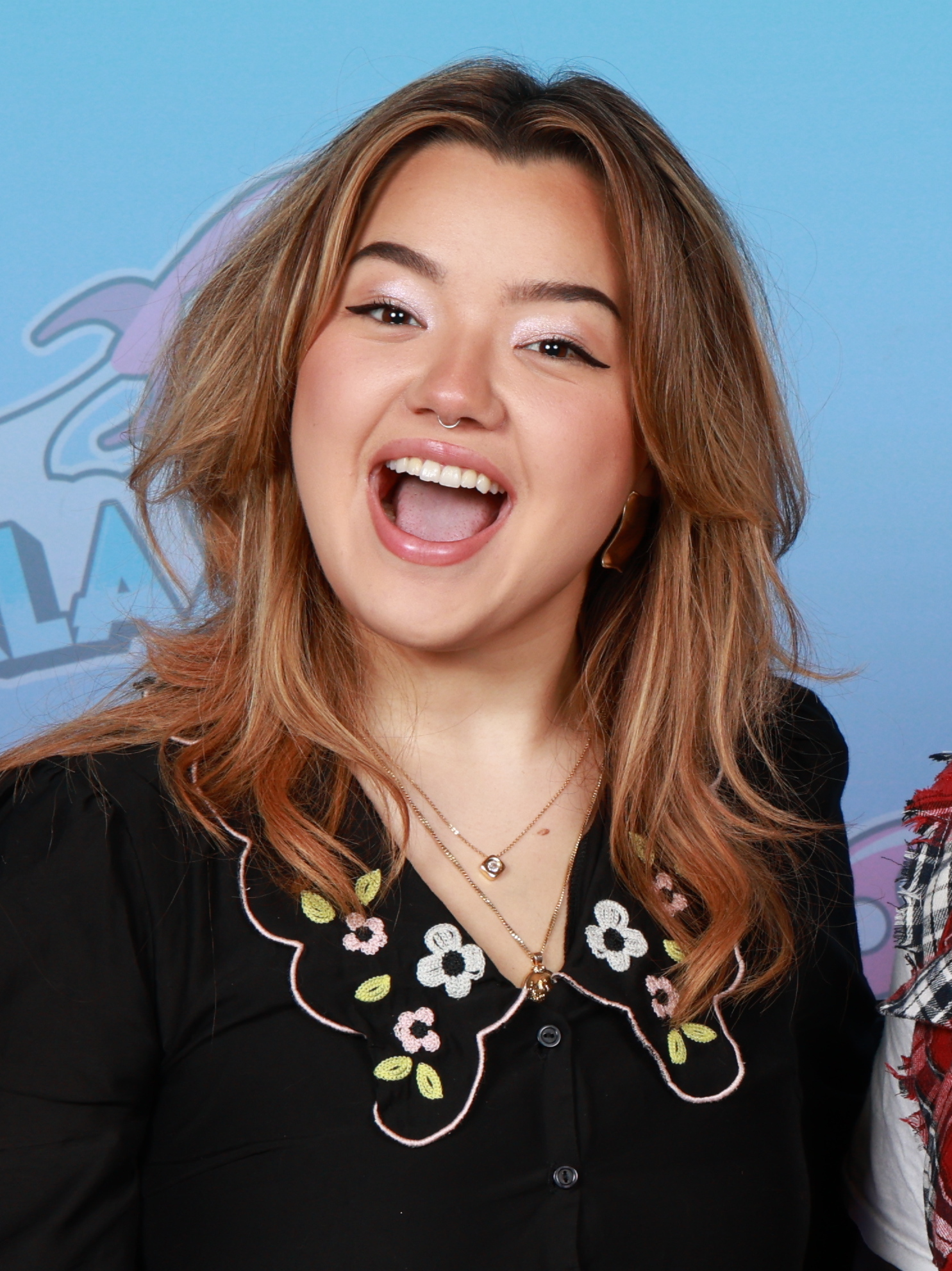
Elizabeth Yu

- Yu, Fang (* 1953), deutsch-chinesischer Schauspieler, Synchronsprecher und Regisseur
- Yu, Fengtong (* 1984), chinesischer Eisschnellläufer
- Yu, Francis Xavier Soo-il (1945–2025), südkoreanischer römisch-katholischer Geistlicher und Militärbischof
- Yu, Gil-jun (1856–1914), koreanischer Politiker und Unabhängigkeitsaktivist
- Yu, Guanqun (* 1982), chinesische Opern- und Konzertsängerin der Stimmlage Sopran
- Yu, Guoliang (* 1963), US-amerikanischer Mathematiker
- Yu, Gyu-min (* 2001), südkoreanischer Weit- und Dreispringer
- Yu, Han (* 1992), chinesische Poolbillardspielerin
- Yu, Hua (* 1960), chinesischer SchriftstellerYu Hua (* 1960)

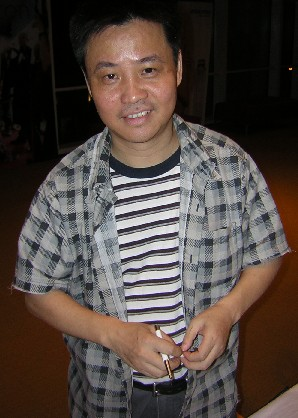
Yu Hua (* 1960)

- Yu, Hyeong-won (1622–1673), koreanischer Politiker und neokonfuzianischer Philosoph
- Yu, In-soo (* 1994), südkoreanischer Fußballspieler
- Yu, Jennifer (* 2002), US-amerikanische Schachspielerin
- Yu, Jeong-mi (* 1994), südkoreanische Leichtathletin
- Yu, Jessica (* 1966), US-amerikanische Regisseurin, Drehbuchautorin und Produzentin
- Yu, Jie (* 1973), chinesischer Autor und Menschenrechtsaktivist
- Yu, Jim-yuen (1905–1997), chinesischer Leiter der Pekinger Theater- und Schauspielschule in Hongkong
- Yu, Jin († 221), chinesischer General
- Yu, Jin-Quan (* 1966), chinesisch-amerikanischer Chemiker
- Yu, Jing (* 1985), chinesische Eisschnellläuferin
- Yu, Jinhao (* 1975), chinesischer Badmintonspieler
- Yu, Jiyuan (1964–2016), chinesisch-amerikanischer Philosophiehistoriker
- Yu, Julian (* 1957), chinesischer Komponist
- Yu, Jun-sang (* 1969), südkoreanischer Schauspieler und Sänger
- Yu, Kongjian (* 1963), chinesischer Landschaftsarchitekt
- Yu, Krista Marie (* 1988), US-amerikanische SchauspielerinKrista Marie Yu (* 1988)

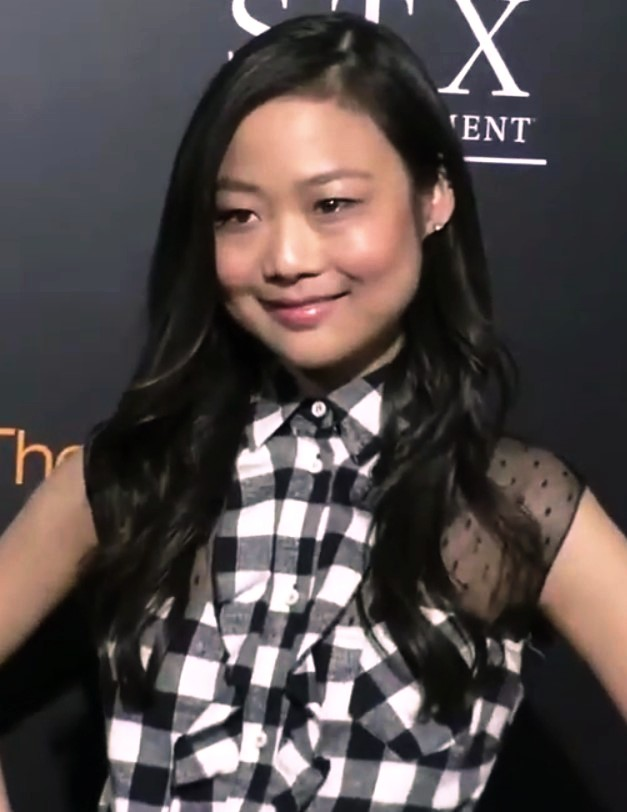
Krista Marie Yu (* 1988)

- Yu, Kuo-hwa (1914–2000), taiwanischer Politiker
- Yu, Kyaw Min (1969–2022), myanmarischer Schriftsteller und politischer Gefangener
- Yu, Lizhi (* 1969), chinesischer Badmintonspieler
- Yū, Miri (* 1968), japanische Schriftstellerin koreanischer Herkunft
- Yu, Myeong-Hee (* 1954), südkoreanische Mikrobiologin
- Yu, Myung-hwan (* 1946), südkoreanischer Diplomat und Politiker
- Yü, Paul Pin (1901–1978), chinesischer Kardinal, Erzbischof von Nanking
- Yu, Peter Kien-hong (* 1953), taiwanischer Politikwissenschaftler
- Yu, Pu, chinesischer Historiker
- Yu, Qi, chinesische Badmintonspielerin
- Yu, Qiuli (1914–1999), chinesischer Generalleutnant, Minister und Funktionär der KP Chinas
- Yu, Rongguang (* 1958), chinesischer Schauspieler und Stuntman
- Yu, Ronny (* 1950), chinesischer Filmregisseur, Filmproduzent und Drehbuchautor
- Yu, Sang-cheol (1971–2021), südkoreanischer Fußballspieler und -trainer
- Yu, Shibo (* 1987), chinesischer Volleyballspieler
- Yu, Shuiqing (* 2006), chinesischer Langstreckenläufer
- Yu, Si-min (* 1959), südkoreanischer Politiker, Universitätsprofessor und Journalist
- Yu, Song-nyong (1542–1607), koreanischer Politiker und Gelehrter
- Yu, Sun-bok (* 1970), nordkoreanische Tischtennisspielerin
- Yu, Tao (* 1981), chinesischer Fußballspieler
- Yu, Timothy Gyoung-chon (1962–2025), südkoreanischer römisch-katholischer Geistlicher, Weihbischof in Seoul
- Yu, Tsai-Fan (1911–2007), US-amerikanische Medizinerin chinesischer Herkunft
- Yu, Wei (* 1987), chinesischer Geher
- Yu, Wensheng (* 1967), chinesischer Rechtsanwalt und Menschenrechtsaktivist
- Yu, Wenxia (* 1989), chinesisches Modell und Miss WorldYu Wenxia (* 1989)

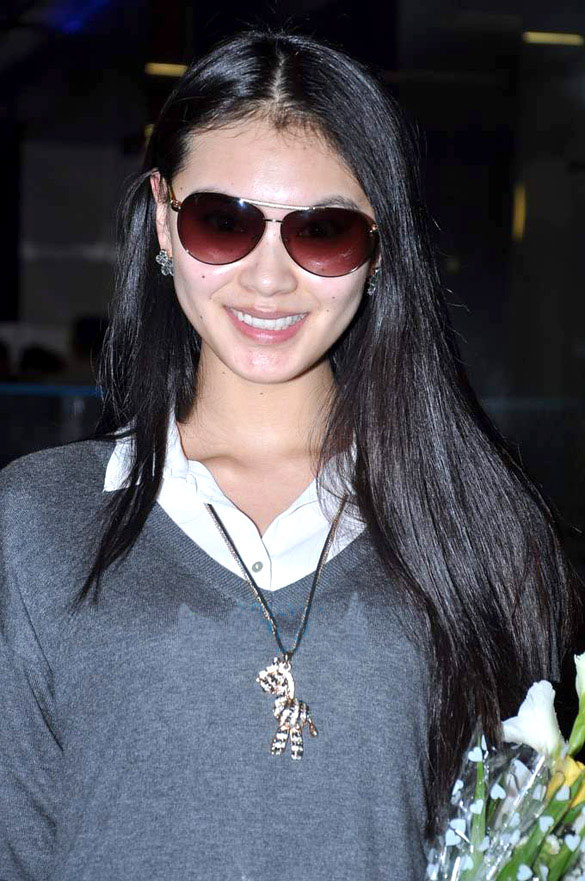
Yu Wenxia (* 1989)

- Yu, Woo-ik (* 1950), südkoreanischer Politiker, Diplomat und Geograph
- Yu, Xiaoyu (* 1996), chinesische Eiskunstläuferin
- Yu, Xingze (* 1976), chinesischer Künstler und Professor für Architektur und Stadtplanung
- Yu, Xinna (* 1986), chinesische Curlerin
- Yu, Xinyuan (* 1985), chinesischer Tennisspieler
- Yu, Xu (1986–2016), chinesische Kampfpilotin der Luftstreitkräfte der Volksrepublik China (People’s Liberation Army Air Force, PLAAF)
- Yu, Ya-chien (* 1999), taiwanische Hammerwerferin
- Yu, Yamei (* 1975), chinesische Violinistin
- Yu, Yang (* 1986), chinesische Badmintonspielerin
- Yu, Yangyi (* 1994), chinesischer Schachmeister
- Yu, Yaodong (1951–2012), chinesischer Badmintonspieler
- Yu, Ye-chan (* 2001), südkoreanischer Fußballspieler
- Yu, Ying-shih (1930–2021), chinesisch-US-amerikanischer Sinologe und Hochschullehrer
- Yu, Yong-hyeon (* 2000), südkoreanischer Fußballspieler
- Yu, Yuanyi (* 1995), chinesische Tennisspielerin
- Yu, Yue (1821–1907), konfuzianischer Gelehrter, Philosoph, Philologe
- Yu, Yuzhen (* 1998), chinesische Speerwerferin
- Yu, Zaiqing (* 1951), chinesischer Politiker und Sportfunktionär
- Yu, Zhengsheng (* 1945), chinesischer Politiker
- Yu, Zhenwei (* 1986), chinesischer Weitspringer
- Yu, Zhiying (* 1997), chinesische Go-Spielerin
- Yu, Zhuocheng (* 1975), chinesischer Wasserspringer
- Yu, Ziyang (* 1998), chinesischer Tischtennisspieler
- Yu-Dembski, Dagmar (1943–2023), deutsche Journalistin und Autorin
- Yu-Zhan (1923–2016), chinesischer Kalligraf, Mitglied des Aisin Gioro Clans der Mandschu

### Yua
- Yual Both, Yohannes, südsudanesischer Rebellenführer und Militär
- Yuan Hua (* 1974), chinesische Judoka
- Yuan Liying (* 2005), chinesische Radrennfahrerin
- Yuan Mei (1716–1797), chinesischer Dichter, Gourmet und Autor eines chinesischen Kochbuchs
- Yuan Shao (154–202), chinesischer GeneralYuan Shao (154–202)

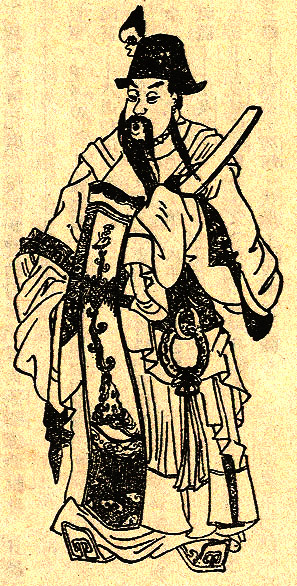
Yuan Shao (154–202)

- Yuan Shun (* 1961), chinesischer Künstler
- Yuan Sijun (* 2000), chinesischer Snookerspieler
- Yuan Tan (173–205), Sohn des chinesischen Kriegsherrn Yuan Shao
- Yuan Xi (176–207), chinesischer Feldherr
- Yuan, An († 92), Politiker der chinesischen Han-Dynastie
- Yuan, Chengyiyi (* 2000), chinesische Tennisspielerin
- Yuan, Chunqing (* 1952), chinesischer Politiker, Gouverneur von Shaanxi
- Yuan, Eric (* 1970), chinesisch-US-amerikanischer UnternehmerEric Yuan (* 1970)

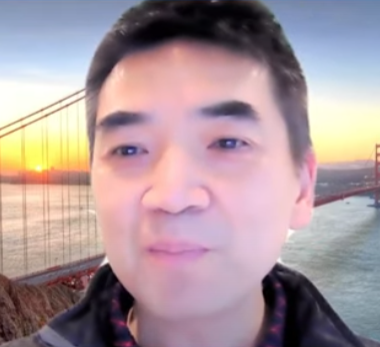
Eric Yuan (* 1970)

- Yuan, Fuli (1893–1987), chinesischer Geologe
- Yuan, Guiren (* 1950), chinesischer Politiker
- Yuan, Hong (328–376), Politiker, Gelehrter und Historiker der Östlichen Jin-Dynastie
- Yuan, Hongbing (* 1953), chinesischer Schriftsteller, Jurist und Dissident
- Yuan, Jia Nan (* 1985), französische Tischtennisspielerin
- Yuan, Jiajun (* 1962), chinesischer Luftfahrtingenieur und Politiker
- Yuan, Joshua (* 2003), US-amerikanischer Badmintonspieler
- Yuan, Licen (* 2000), chinesischer Tischtennisspieler
- Yuan, Longping (1930–2021), chinesischer Agrarwissenschaftler
- Yuan, Lvwen (* 1996), chinesische Beachvolleyballspielerin
- Yuan, Meng (* 1986), chinesische Tennisspielerin
- Yuan, Muzhi (1909–1978), chinesischer Schauspieler, Drehbuchautor und Filmregisseur
- Yuan, Qiqi (* 1995), chinesische Sprinterin
- Yuan, Ron (* 1973), US-amerikanischer Film- und Serienschauspieler
- Yuan, Shang (177–207), Sohn des chinesischen Warlords Yuan Shao
- Yuan, Shikai (1859–1916), chinesischer Militärführer und PolitikerYuan Shikai (1859–1916)

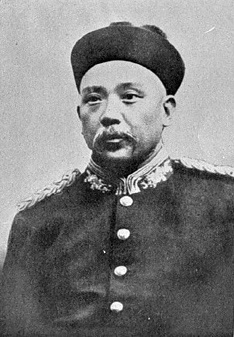
Yuan Shikai (1859–1916)

- Yuan, Shu (155–199), chinesischer Warlord
- Yuan, Shu-chi (* 1984), taiwanische Bogenschützin
- Yuan, Tian (* 1975), kroatische Tischtennisspielerin
- Yuan, Xiaofang (* 1963), chinesischer Maler
- Yuan, Xinyi (* 1981), chinesischer Mathematiker
- Yuan, Xinyue (* 1996), chinesische Volleyballspielerin
- Yuan, Yuanling (* 1994), kanadische Schachspielerin
- Yuan, Yue (* 1998), chinesische TennisspielerinYuan Yue (* 1998)

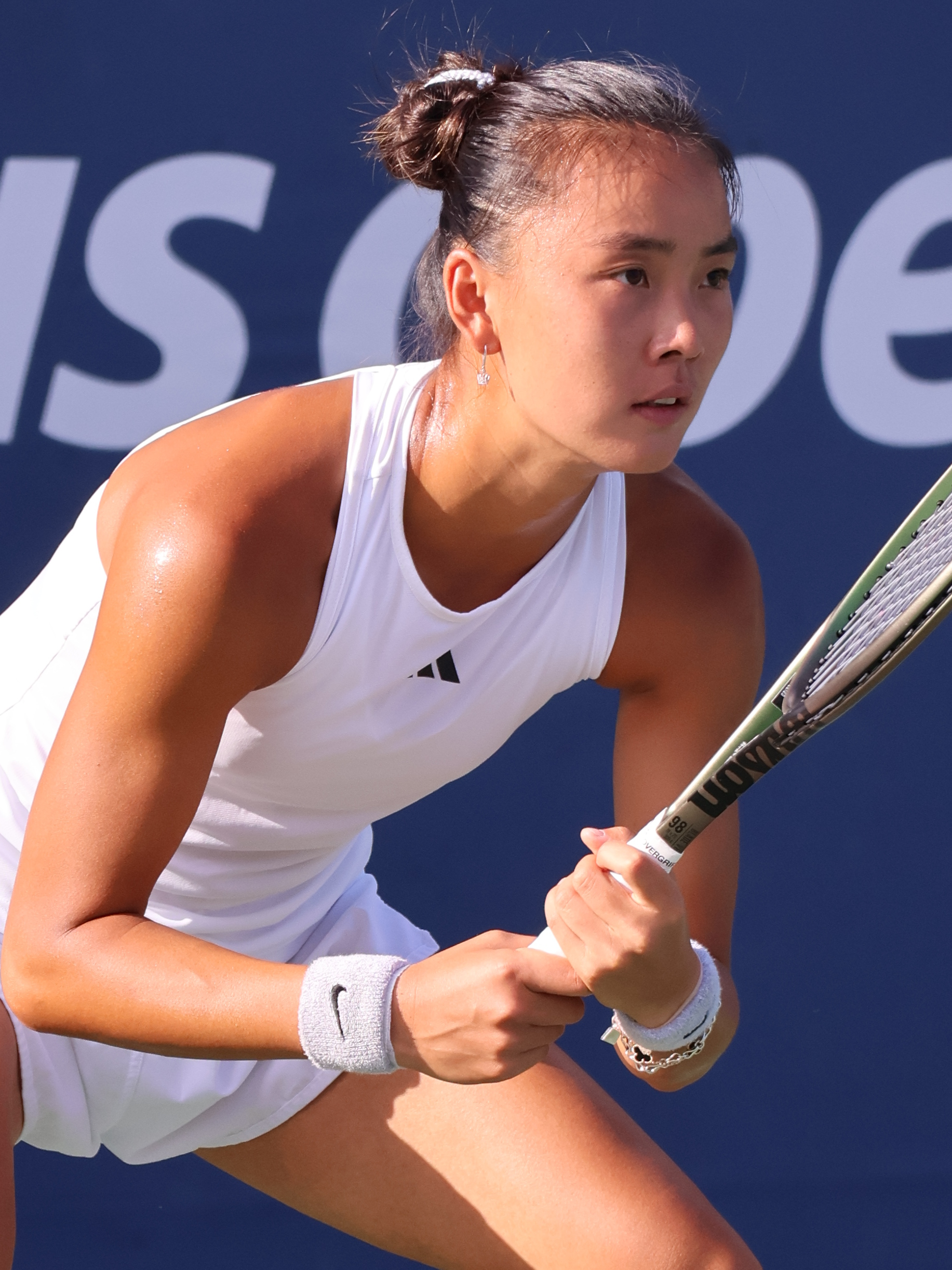
Yuan Yue (* 1998)

- Yuan, Zhen (779–831), chinesischer Dichter
- Yuasa, Ami (* 1998), japanische Breakdancerin
- Yuasa, Hachirō (1890–1981), japanischer Insektenkundler, christlicher Erzieher und Wissenschaftsorganisator
- Yuasa, Hatsue (* 1902), japanische Opernsängerin (Sopran)
- Yuasa, Jōji (1929–2024), japanischer Komponist
- Yuasa, Jōzan (1708–1781), japanischer Konfuzius-Gelehrter
- Yuasa, Masaaki (* 1965), japanischer Anime-Regisseur und Animator
- Yuasa, Naoki (* 1983), japanischer Skirennläufer
- Yuasa, Takejirō (1871–1904), japanischer Marineoffizier und Judoka
- Yuasa, Toshiko (1909–1980), japanische Physikerin
- Yuasa, Yoshiko (1896–1990), japanische Slawistin (Russisch) und Übersetzerin

### Yub
- Yuba, Kenshin (* 2000), japanischer Fußballspieler
- Yubero, Javier (1972–2005), spanischer Fußballspieler
- Yubin (* 1997), südkoreanische Sängerin, Schauspielerin, Entertainerin, Model und Moderatorin
- Yubini, Mario (* 1954), chilenischer Fußballspieler

### Yuc
- Yüce, Merter (* 1985), türkischer Fußballspieler
- Yüce, Sedat (* 1976), türkischer Sänger, Trompeter und Musikproduzent
- Yüce, Uğurcan (1947–2015), türkischer bildender Künstler und Buchgestalter
- Yücebaş, Hilmi (1915–1996), türkischer Buchautor
- Yücedağ, Mustafa (1966–2020), niederländisch-türkischer Fußballspieler und -trainer
- Yüceer, İsmail Sefa (* 1963), türkischer Diplomat
- Yücel, Adnan (1953–2002), türkischer Poet
- Yücel, Ali (1930–1981), türkischer Ringer
- Yücel, Can (1926–1999), türkischer Lyriker und Essayist
- Yücel, Deniz (* 1973), deutsch-türkischer Journalist und BuchautorDeniz Yücel (* 1973)

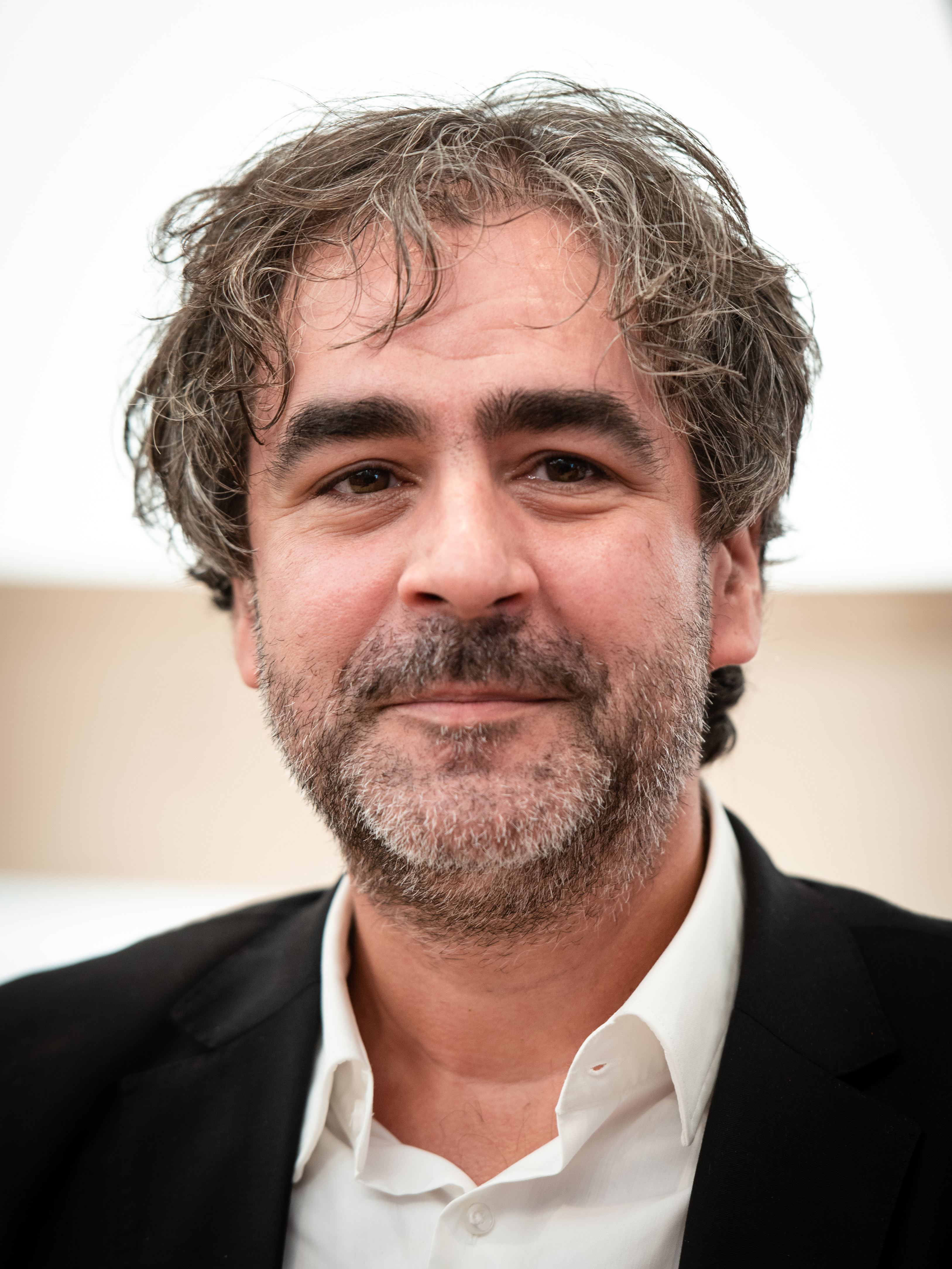
Deniz Yücel (* 1973)

- Yücel, Deniz (* 1977), türkischer Politiker
- Yücel, Hasan Âli (1897–1961), türkischer Kultusminister unter Atatürk, Autor und literarischer Übersetzer
- Yücel, Sedat (* 1987), deutscher Fußballspieler
- Yücel, Uğur (* 1957), türkischer Schauspieler, Filmproduzent und Regisseur
- Yücelen, Rüştü Kazım (1948–2014), türkischer Politiker
- Yüceses, Hamiyet (1915–1996), türkische Sängerin
- Yuchtman, Jacob (1935–1985), sowjetisch-US-amerikanischer Schachspieler

### Yud
- Yudane, I Wayan Gde (* 1964), indonesischer Musiker
- Yudanov, Marina (* 1989), schwedische Tennisspielerin
- Yudhoyono, Susilo Bambang (* 1949), indonesischer Politiker
- Yudica, José (1936–2021), argentinischer Fußballspieler und -trainer
- Yudkevitz, Ronit (* 1965), israelisches Model und Schauspielerin
- Yudkin, John (1910–1995), englischer Ernährungswissenschaftler
- Yudkowsky, Eliezer (* 1979), US-amerikanischer Forscher und AutorEliezer Yudkowsky (* 1979)

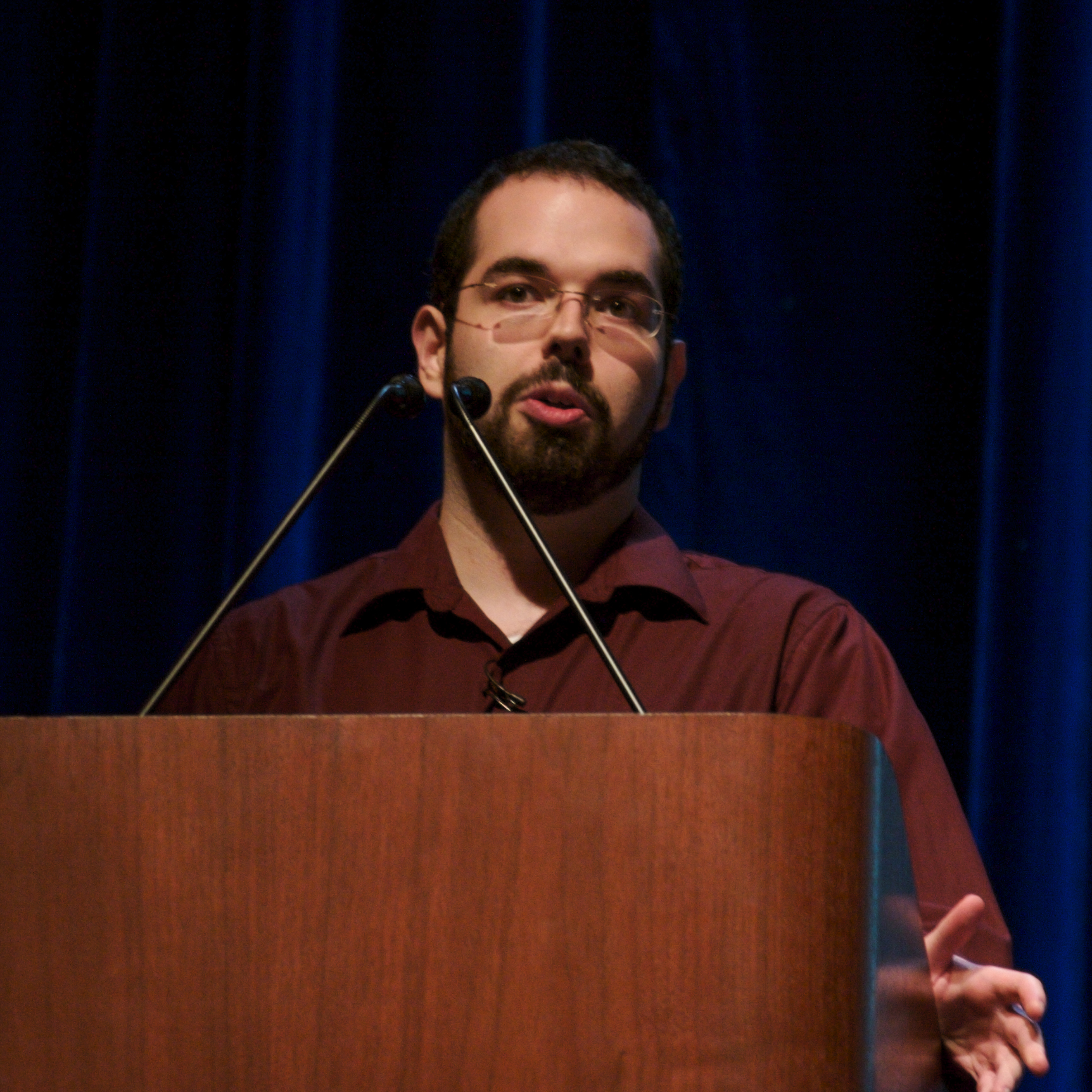
Eliezer Yudkowsky (* 1979)

### Yue
- Yue Chongdai (1888–1958), chinesischer Daoist und Daoismusforscher
- Yue Fei (1103–1142), chinesischer Feldherr der Song-Dynastie
- Yue Fusheng, Joseph (* 1964), chinesischer Geistlicher, römisch-katholischer Bischof von Harbin
- Yue, Jin († 218), chinesischer General
- Yue, Minjun (* 1962), chinesischer zeitgenössischer Künstler
- Yue, Qingshuang (* 1985), chinesische Curlerin
- Yue, Shawn (* 1981), chinesischer Schauspieler
- Yue, Tiffany (* 1998), chinesische Weitspringerin (Hongkong)
- Yue, Yuan (* 1987), chinesische Beachvolleyballspielerin
- Yue-Kong Pao (1918–1991), chinesischer Unternehmer in Hongkong
- Yueill, Jackson (* 1997), US-amerikanischer Fußballspieler
- Yuen, Biao (* 1957), chinesischer Schauspieler und Stuntman
- Yuen, Corey (1951–2022), chinesischer Schauspieler, Filmregisseur, Filmproduzent, Kampfkünstler, Martial-Art- und Action-Choreograph
- Yuen, Ivan (* 1990), malaysischer Squashspieler
- Yuen, Russell (* 1965), kanadischer Schauspieler
- Yuen, Sin Ying (* 1994), chinesische Badmintonspielerin (Hongkong)
- Yuen, Siu-tien (1912–1979), chinesischer Schauspieler, Martialart-Choreograf
- Yuen, Wah (* 1950), chinesischer Schauspieler
- Yuen, Woo-ping (* 1945), chinesischer Martial-Arts-Choreograf und FilmregisseurYuen Woo-ping (* 1945)

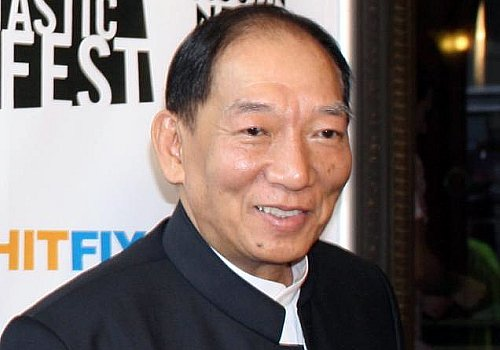
Yuen Woo-ping (* 1945)

- Yuen, Zach (* 1993), chinesisch-kanadischer Eishockeyspieler
- Yuengling, David (1808–1877), deutsch-amerikanischer Bierbrauer und Geschäftsmann
- Yuezheng, Zichun, chinesischer Philosoph

### Yug
- Yugala Dighambara (1883–1932), Vizekönig für Süd-Thailand und Innenminister von Siam
- Yugami, Masateru (* 1993), japanischer Diskuswerfer
- Yuge, Tsubasa (* 2000), japanischer Fußballspieler
- Yuguchi, Eizō (1945–2003), japanischer Fußballspieler

### Yuh
- Yuh Nelson, Jennifer (* 1972), US-amerikanische FilmregisseurinJennifer Yuh Nelson (* 1972)

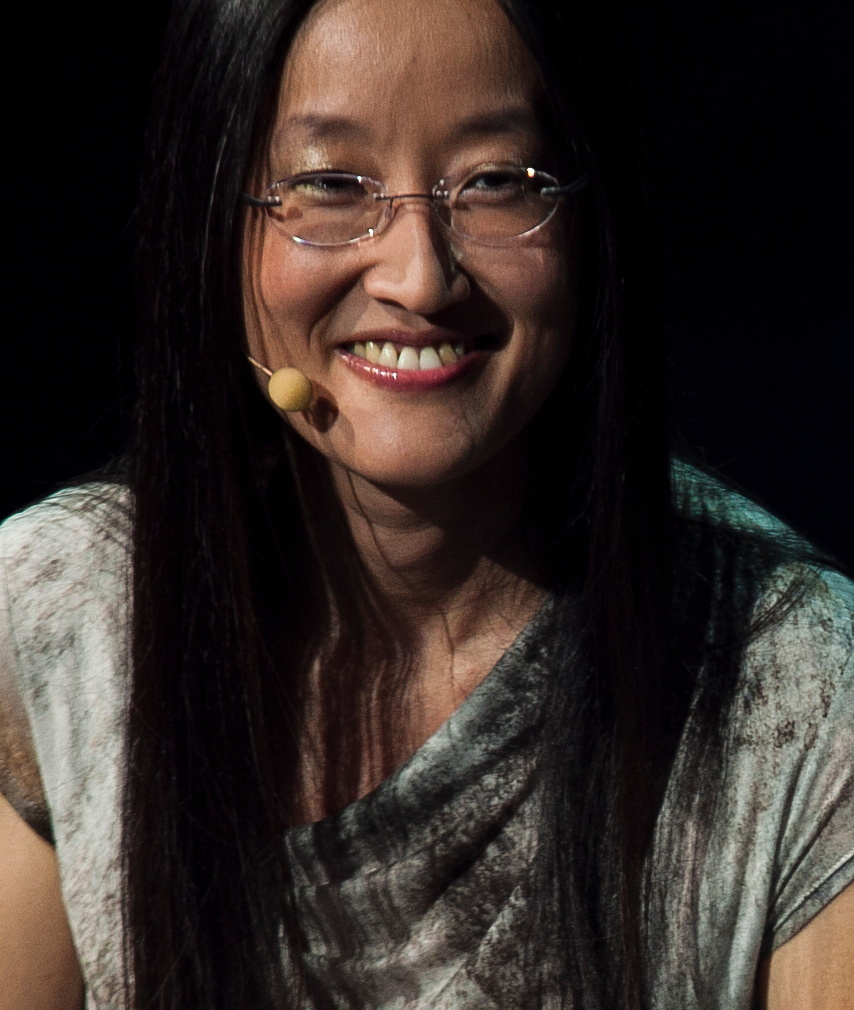
Jennifer Yuh Nelson (* 1972)

- Yuh, Hwan-kil (1962–2009), südkoreanischer Boxer und Rechtsausleger
- Yuh, Jae-doo (* 1948), südkoreanischer Boxer
- Yuh, Masahiko (1937–2023), japanischer Musikproduzent und Autor
- Yuh, Myung-woo (* 1964), südkoreanischer Boxer im Halbfliegengewicht
- Yuh, Woon-hyung (1886–1947), südkoreanischer Politiker und Unabhängigkeitsaktivist
- Yuhanna ibn Masawaih, christlich-nestorianischer Arzt und Schriftsteller
- Yuhara, Takeaki (* 1978), japanischer Fußballspieler
- Yuhas, Dan (* 1947), israelischer Komponist
- Yuhi VI. (* 1960), ruandischer Thronprätendent

### Yui
- Yui (* 1987), japanische Musikerin
- Yui, Kaisei (* 1996), japanischer Sprinter
- Yui, Kimiya (* 1970), japanischer Raumfahrer
- Yui, Shōsetsu (1605–1651), japanischer Samurai
- Yui, Toshiki (* 1956), japanischer Manga-Zeichner
- Yuiga, Satol, japanische Mangaka
- Yuile, Trevor, kanadischer Komponist für Film und Fernsehen
- Yuill, James (* 1981), britischer Folktronica-Sänger

### Yuk
- Yuk, Young-soo (1925–1974), südkoreanische First Lady (1962 bis 1974)Yuk Young-soo (1925–1974)

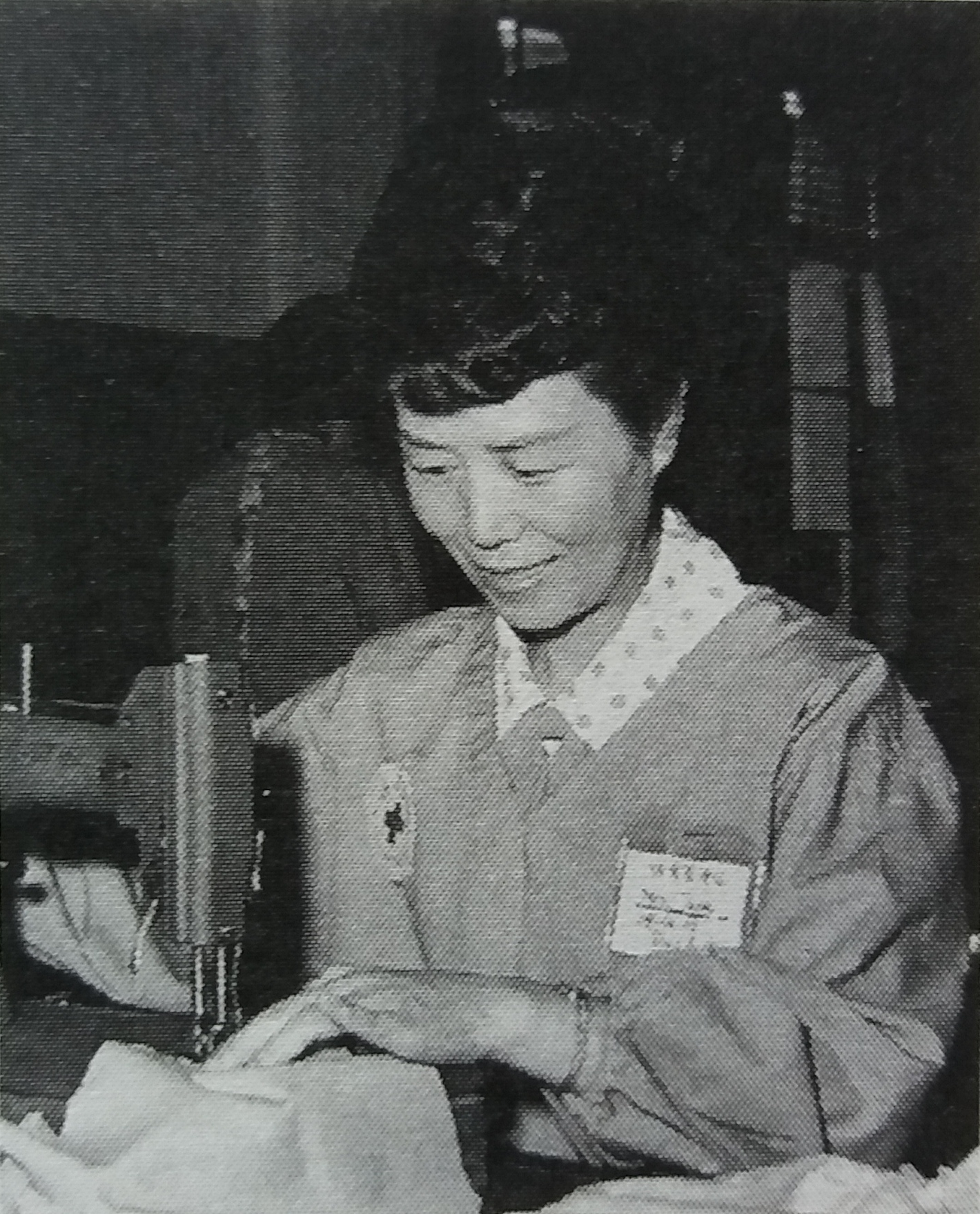
Yuk Young-soo (1925–1974)

- Yukawa, Haruna (1972–2015), japanischer Staatsbürger, der von der Terrormiliz IS im August 2014 im Norden Syriens entführt worden war
- Yukawa, Hideki (1907–1981), japanischer Physiker
- Yukhnovich, Flora (* 1990), britische Künstlerin
- Yukhon († 1430), König des Reiches Lan Chang
- Yūki, Aoi (* 1992), japanische Schauspielerin, Synchronsprecherin und Sängerin
- Yūki, Hiro (* 1965), japanischer Synchronsprecher (Seiyū)
- Yuki, Hiroe (1948–2011), japanische Badmintonspielerin
- Yuki, Kaori, japanische Manga-Zeichnerin
- Yūki, Kōzō (* 1979), japanischer Fußballspieler
- Yuki, Shigeko (1900–1969), japanische Schriftstellerin
- Yūki, Shōji (1927–1996), japanischer Schriftsteller
- Yūki, Somei (1875–1957), japanischer Maler
- Yuki, Taniyuki (* 1960), japanischer Skilangläufer
- Yūki, Toyotarō (1877–1951), japanischer Finanzfachmann, Finanzminister, Präsident der Bank of Japan
- Yukich, Alanah (* 1998), australische Leichtathletin
- Yukie, Hiroto (* 1996), japanischer Fußballspieler
- Yukimaru, Moe (* 1986), japanische Mangaka
- Yukimatsu, Shumpo (1897–1962), japanischer Maler der Nihonga-Richtung
- Yukimura, Makoto (* 1976), japanischer Mangaka (Comiczeichner)Makoto Yukimura (* 1976)

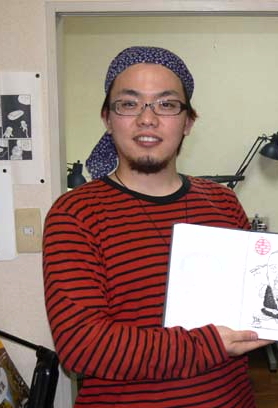
Makoto Yukimura (* 1976)

- Yukino, Satsuki (* 1970), japanische Synchronsprecherin
- Yukisada, Isao (* 1968), japanischer Drehbuchautor und Regisseur
- Yukl, Joe (1909–1981), US-amerikanischer Jazz-Posaunist
- Yukmouth (* 1974), US-amerikanischer Rapper
- Yuknoom Ch'een II. (* 600), Herrscher der Maya-Stadt Calakmul aus der Kaan-Dynastie (636–686)
- Yüksek, İsmail (* 1999), türkischer Fußballspieler
- Yüksekdağ, Figen (* 1971), türkische Politikerin (HDP)
- Yükseker, Erol (* 1983), türkischer Fußballspieler
- Yüksel D. (* 1969), deutscher Boutique-Besitzer und RapperYüksel D. (* 1969)

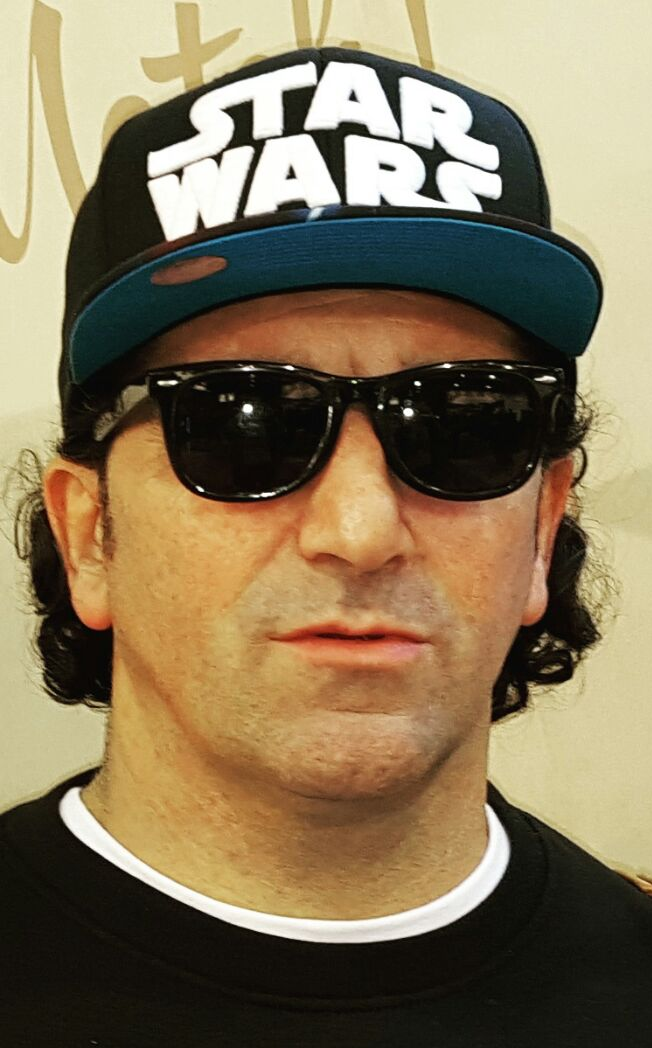
Yüksel D. (* 1969)

- Yüksel, Adnan (* 1962), türkischer Karambolagespieler
- Yüksel, Anıl (* 1990), türkischer Tennisspieler
- Yüksel, Burcu (* 1990), türkische Hochspringerin
- Yüksel, Çağdaş (* 1994), deutscher Filmregisseur und Filmproduzent
- Yüksel, Çağlar (* 1985), türkisch-zypriotischer Schauspieler
- Yüksel, Celil (* 1998), türkischer Fußballspieler
- Yüksel, Ece (* 1997), türkische Schauspielerin
- Yüksel, Edip (* 1957), türkischer Publizist
- Yüksel, Gülistan (* 1962), türkisch-deutsche Politikerin (SPD)
- Yüksel, Levent (* 1964), türkischer Popmusiker
- Yüksel, Metin (1958–1979), kurdischer islamistischer politischer Aktivist
- Yüksel, Metin (* 1990), türkischer Fußballspieler
- Yüksel, Saadet (* 1983), türkische Juristin und Richterin am Europäischen Gerichtshof für Menschenrechte
- Yüksel, Serdar (* 1973), deutscher Politiker (SPD)
- Yüksel, Turgut (* 1956), türkisch-deutscher Politiker (SPD), MdL
- Yüksel, Umutcan (* 1992), türkischer Fußballtorhüter
- Yüksel, Ünal (* 1969), deutscher Musikproduzent und Geschäftsführer des Musiklabels Plak Music
- Yüksel, Yağmur (* 2002), türkische Schauspielerin
- Yüksel, Zeynep (* 1948), türkische freischaffende Künstlerin
- Yükselir, Fırat (* 1981), türkischer Komponist, Pianist und Dirigent
- Yükselir, Hasan (* 1955), türkischer Sänger und Komponist
- Yukteswar Giri (1855–1936), indischer Yogi und GuruYukteswar Giri (1855–1936)

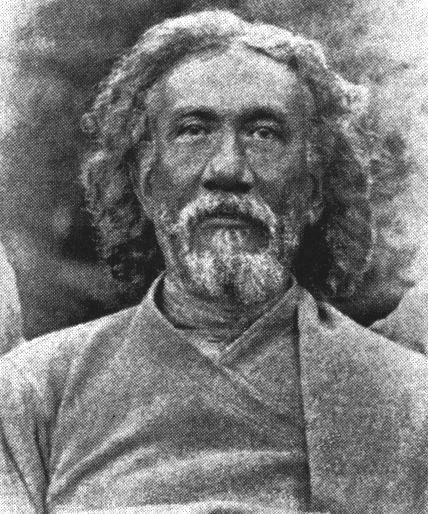
Yukteswar Giri (1855–1936)

- Yukutomo, Toki (* 2005), japanischer Fußballspieler
- Yukwan Deng, Pio (1921–1976), sudanesischer römisch-katholischer Geistlicher und Bischof von Malakal

### Yul
- Yula, Selçuk (1959–2013), türkischer Fußballspieler
- Yulbars Khan (1889–1971), chinesischer Militär und Politiker
- Yuldoshev, Murodjon (* 1995), usbekischer Judoka
- Yule, Daniel (* 1993), Schweizer SkirennfahrerDaniel Yule (* 1993)

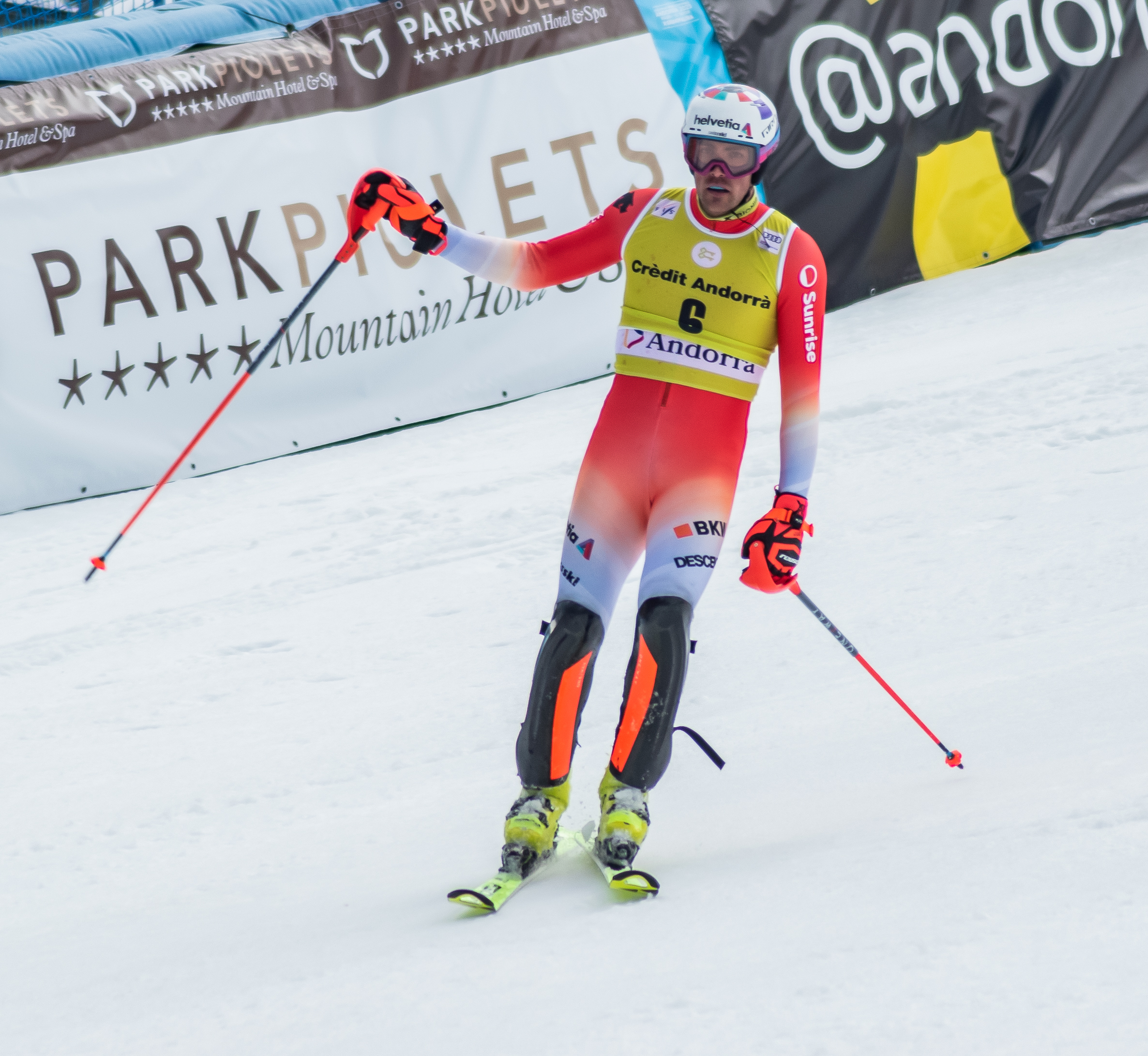
Daniel Yule (* 1993)

- Yule, Doug (* 1947), US-amerikanischer Rockmusiker
- Yule, George Udny (1871–1951), schottischer Statistiker
- Yule, Henry (1820–1889), schottischer Orientalist
- Yule, Ian (1931–2020), britischer Soldat, Söldner, Stuntman und Filmschauspieler
- Yule, John (* 1833), US-amerikanischer Politiker
- Yule, Paul (* 1947), US-amerikanischer Archäologe
- Yule, Richard (* 1950), schottischer Tischtennisspieler und -trainer
- Yulee, David Levy (1810–1886), US-amerikanischer Politiker der Demokratischen Partei
- Yuliana, Dellis (* 1990), indonesische Badmintonspielerin
- Yulianti, CJ (* 1987), indonesische Badmintonspielerin
- Yulianti, Maria Kristin (* 1985), indonesische Badmintonspielerin
- Yulianto, Alvent (* 1980), indonesischer Badmintonspieler
- Yulianto, Kurniawan Dwi (* 1976), indonesischer Fußballspieler
- Yulin, Harris (1937–2025), US-amerikanischer SchauspielerHarris Yulin (1937–2025)

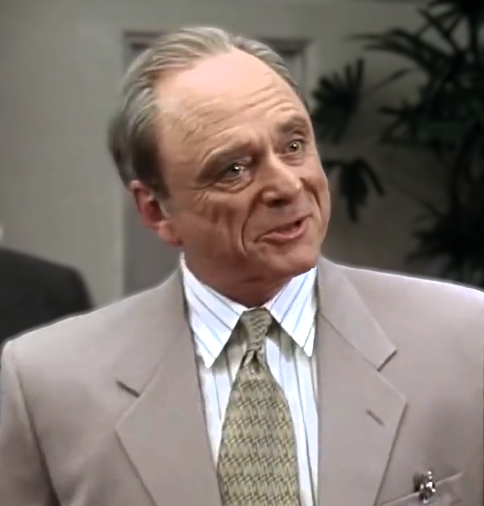
Harris Yulin (1937–2025)

- Yulo, Carlos (* 2000), philippinischer Kunstturner
- Yulsman, Jerry (1924–1999), US-amerikanischer Fotograf und Schriftsteller
- Yuluğ, Haydar (1878–1937), türkischer Beamter, Gouverneur, Bürgermeister und Abgeordneter

### Yum
- Yum, Dong-kyun (* 1950), südkoreanischer Boxer im Superbantamgewicht
- Yuma, Eric (* 1969), belgischer American-Football-Spieler und Leichtathlet
- Yūma, Masaya (* 1993), japanischer Fußballspieler
- Yuma, Yuma (* 1972), turkmenische Psychotherapeutin und LGBT-Aktivistin
- Yumaklı, İbrahim (* 1969), türkischer Politiker und Minister für Land- und Forstwirtschaft der Türkei
- Yumakoğulları, İsmet (* 1995), türkischer Fußballspieler
- Yuman (* 1995), italienischer Popsänger
- Yumeno, Kyūsaku (1889–1936), japanischer Schriftsteller
- Yumiba, Masaki (* 2002), japanischer Fußballspieler
- Yumisaki, Kyōhei (* 1992), japanischer Fußballspieler
- Yumkella, Kandeh K. (* 1959), sierra-leonischer Agrarökonom, Politiker und Generaldirektor der UNIDO
- Yumlu, Mustafa (* 1987), türkischer Fußballspieler
- Yumlu, Nilüfer (* 1955), türkische Popsängerin
- Yumnam, Bikash (* 2003), indischer Fußballspieler
- Yumo Mikyö Dorje, Gründer der Jonang-Tradition des tibetischen Buddhismus
- Yumoto, Fumihisa (* 1984), japanischer Skispringer
- Yumoto, Ken’ichi (* 1984), japanischer Ringer
- Yumoto, Shin’ichi (* 1984), japanischer Ringer
- Yumoto, Sōya (* 2001), japanischer Fußballspieler

### Yun
- Yun Pong-chol (* 1971), nordkoreanischer Eishockeyspieler
- Yun, Bo-seon (1897–1990), südkoreanischer Politiker
- Yun, Bong-gil (1908–1932), koreanischer Freiheitskämpfer gegen die japanische Besetzung
- Yun, Byung-se (* 1953), südkoreanischer Diplomat und Politiker
- Yun, Chae-rin (* 1990), südkoreanische Freestyle-Skierin
- Yun, Chi-ho (1865–1945), koreanischer Politiker, Unabhängigkeitsaktivist und Journalist
- Yun, Chi-yeong (1898–1996), südkoreanischer Politiker
- Yun, Dae-nyong (* 1962), südkoreanischer Autor
- Yun, Heung-gil (* 1942), südkoreanischer Autor
- Yun, Hu-myeong (1946–2025), südkoreanischer Autor
- Yun, Hyon-seok (1984–2003), südkoreanischer LGBT-Aktivist, Dichter und Schriftsteller
- Yun, Hyu (1617–1680), koreanischer Philosoph, Dichter, Politiker und Künstler
- Yun, Isang (1917–1995), koreanisch-deutscher Komponist
- Yun, Jong-rin (* 1938), nordkoreanischer Politiker
- Yun, Jong-su (* 1962), nordkoreanischer Fußballspieler und Trainer
- Yun, Ju-tae (* 1990), südkoreanischer Fußballspieler
- Yun, Kotti (* 1983), deutsche Schauspielerin und Hörspielsprecherin
- Yun, Mi-jin (* 1983), südkoreanische Bogenschützin
- Yun, Ok-hee (* 1985), südkoreanische Bogenschützin
- Yun, Seon-do (1587–1671), koreanischer Dichter und Künstler
- Yun, Suk-young (* 1990), koreanischer Fußballspieler
- Yun, Sun-suk (* 1972), südkoreanische Marathonläuferin
- Yun, Sung-bin (* 1994), südkoreanischer Skeletonpilot
- Yun, Won-chol (* 1989), nordkoreanischer Ringer
- Yun, Yat († 1997), kambodschanische Politikerin, stellvertretende Bildungs- und Jugend- sowie Informationsministerin
- Yun, Yong-il (* 1988), nordkoreanischer Fußballspieler
- Yun, Young-sook (* 1971), südkoreanische Bogenschützin
- Yun, Young-sun (* 1988), koreanischer Fußballspieler
- Yun, Zhiwei (* 1982), chinesischer Mathematiker
- Yuncker, Truman George (1891–1964), US-amerikanischer Botaniker
- Yune, Karl (* 1975), US-amerikanischer Schauspieler
- Yune, Rick (* 1971), US-amerikanischer Schauspieler
- Yung Berg (* 1985), US-amerikanischer Rapper
- Yung FSK18 (* 1995), deutsche Rapperin
- Yung Hurn (* 1995), österreichischer RapperYung Hurn (* 1995)

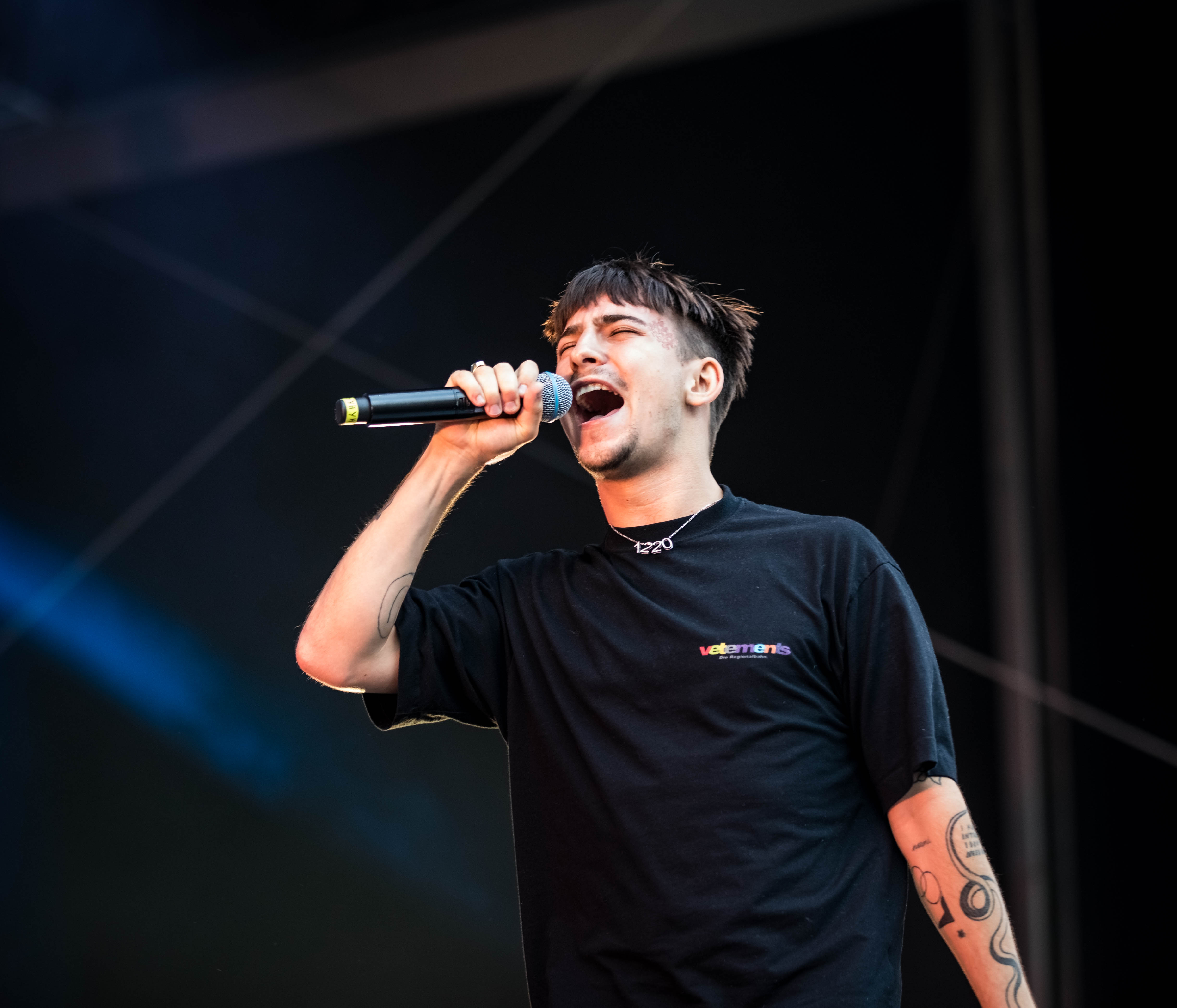
Yung Hurn (* 1995)

- Yung Joc (* 1983), US-amerikanischer Rapper
- Yung Lean (* 1996), schwedischer Rapper und Musikproduzent
- Yung Yury, deutscher Rapper
- Yung, Adrian (* 2004), hongkong-chinesischer Skirennläufer
- Yung, Danny (* 1943), chinesischer Künstler
- Yung, Darryl (* 1972), kanadischer Badmintonspieler
- Yung, Élodie (* 1981), französische Fernseh- und Filmschauspielerin
- Yung, Emile (1854–1918), Schweizer Zoologe
- Yung, Moti (* 1959), US-amerikanischer Kryptograph und Informatiker
- Yung, Philipp (1753–1823), deutscher Englisch-Lektor an der Universität Leipzig
- Yung, Victor Sen (1915–1980), US-amerikanischer Schauspieler
- Yung, Wing (1828–1912), chinesischer Diplomat
- Yungblud (* 1997), britischer Alternative-Rock-MusikerYungblud (* 1997)

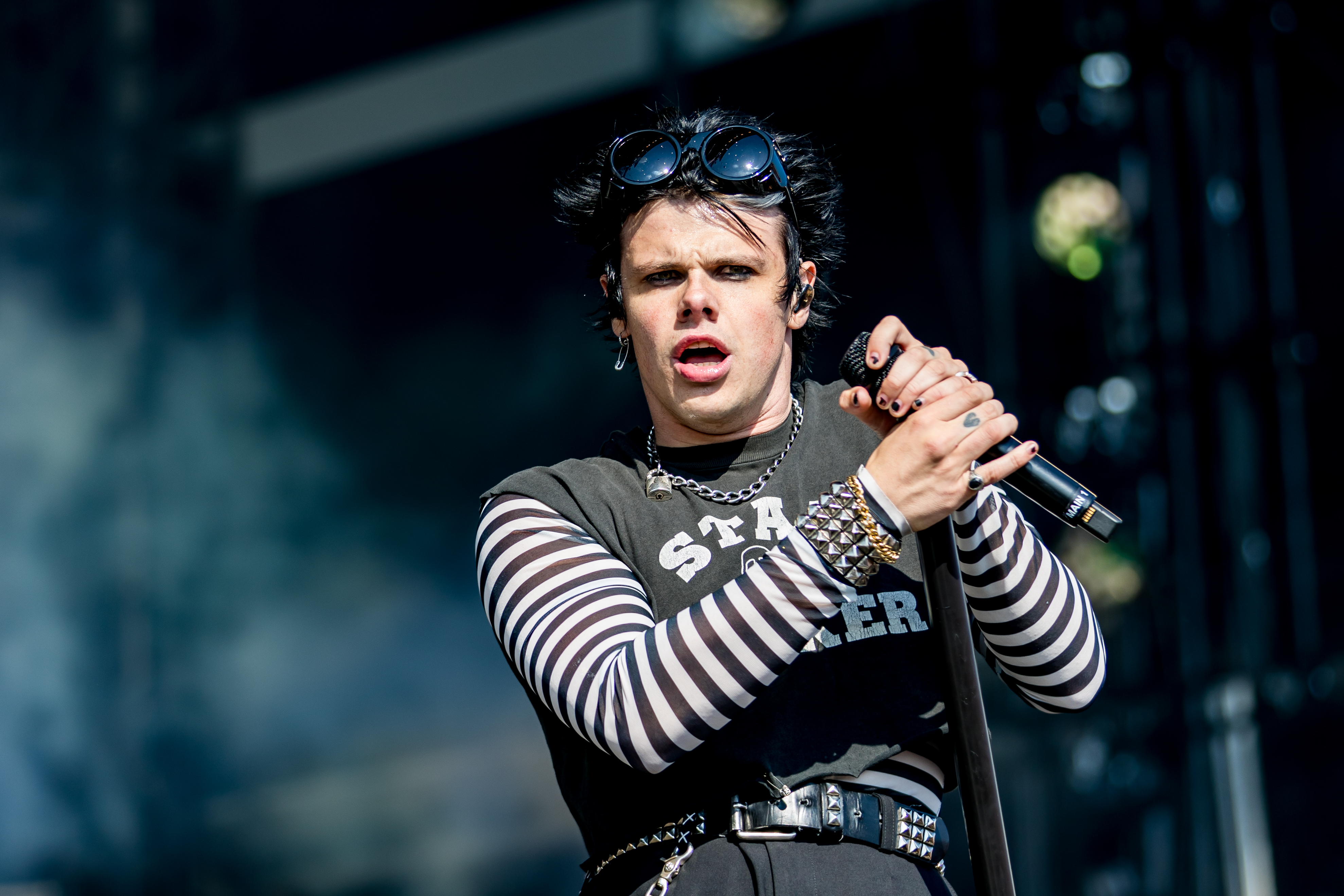
Yungblud (* 1997)

- Yungblut, Erin (* 1993), kanadische Biathletin
- Yungtön Dorje Pel (1284–1365), Person des Tibetischen Buddhismus
- Yungu, Albert Tshomba (1928–1997), kongolesischer Geistlicher, römisch-katholischer Bischof von Tshumbe
- Yunis, Abd al-Fattah (1944–2011), libyscher General und Politiker
- Yunis, Harvey (* 1956), US-amerikanischer Klassischer Philologe (Gräzist)
- Yunisoğlu, Saşa (* 1985), aserbaidschanisch-ukrainischer Fußballspieler
- Yunita, Tetty (* 1981), indonesische Badmintonspielerin
- Yunjin, Huh (* 2001), amerikanische SängerinHuh Yunjin (* 2001)

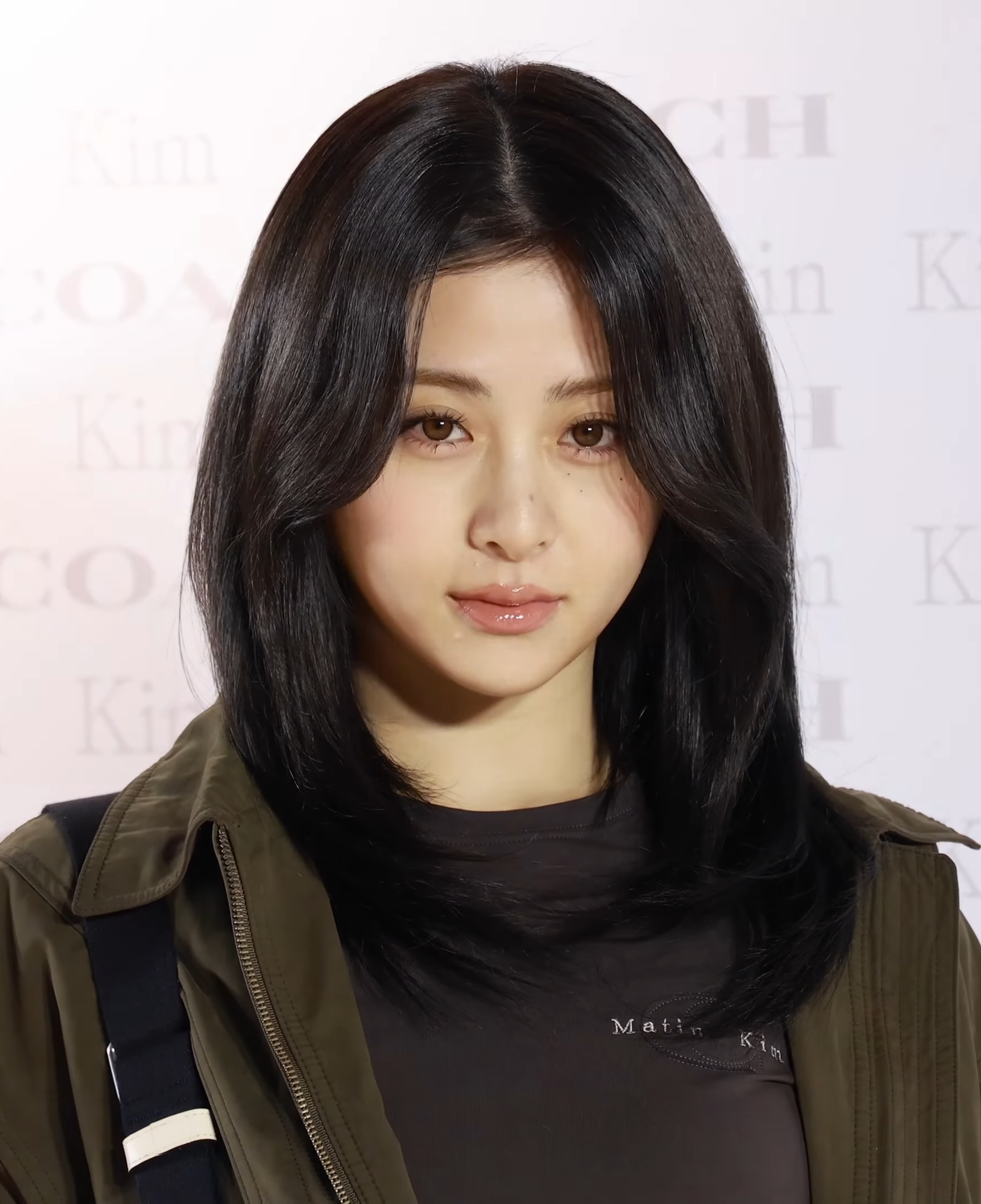
Huh Yunjin (* 2001)

- Yunmen (864–949), Meister des Chan, Urheber vieler Zen-Zitate
- Yunoki, Samirō (1922–2024), japanischer Färber und Textildesigner
- Yunos, Afiq (* 1990), singapurischer Fußballspieler
- Yunque, Álvaro (1889–1982), argentinischer Dramaturg, Journalist und Schriftsteller
- Yunupingu, Galarrwuy (1948–2023), australischer Sänger und Gitarrist einer Aborigines-Rockband
- Yunupingu, Geoffrey Gurrumul (1971–2017), australischer Musiker und Songwriter indigener Abstammung
- Yunupingu, Gulumbu (1943–2012), australische Künstlerin
- Yunupingu, Mandawuy (1956–2013), australischer Künstler und Bandleader einer Aborigines-Rockband
- Yunupingu, Munggurrawuy (1907–1979), australischer Künstler und Kämpfer für die Landrechte der Aborigines der Yolngu
- Yunupingu, Nicky (1982–2008), australischer Didgeridoo-Spieler und Tänzer einer Aborigines-Rockband
- Yunus, Prophet des Islams
- Yunus ibn Habib, arabischer Linguist
- Yunus Khan († 1487), Khan der Tschgatai-Mongolen
- Yunus Nadi (1879–1945), türkischer Journalist
- Yunus Pascha († 1517), osmanischer Staatsmann, Gouverneur und Großwesir
- Yunus, Alamsyah (* 1986), indonesischer Badmintonspieler
- Yunus, Leyla (* 1955), aserbaidschanische Menschenrechtsaktivistin und Politikerin
- Yunus, Muhammad (* 1940), bangladeschischer WirtschaftswissenschaftlerMuhammad Yunus (* 1940)

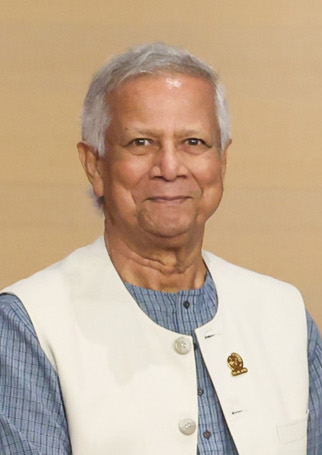
Muhammad Yunus (* 1940)

- Yunus, Tariq (1946–1994), indischer Schauspieler
- Yunusov, Alikber (* 1993), usbekischer Biathlet
- Yunusov, Anuzar (* 1988), usbekischer Biathlet
- Yunusov, Marat (* 1940), usbekischer Chemiker

### Yuo
- Yuoh, Sie-A-Nyene (* 1956), liberianische Richterin
- Yuong, Yi (* 1937), kambodschanischer Radrennfahrer

### Yup
- Yupanqui, Atahualpa (1908–1992), argentinischer Sänger, Songwriter, Gitarrist und Schriftsteller
- Yupanqui, Francisco Tito (1550–1616), katholischer Aymara, Holzschnitzer
- Yupanqui, Vera (* 1982), peruanische Fußballschiedsrichterin

### Yuq
- Yuqian (1793–1841), chinesischer Beamter und Adliger

### Yur
- Yuranigh († 1850), Aborigines und Entdeckersreisender
- Yurdadön, Mehmet (* 1954), türkischer Langstreckenläufer
- Yurdakul, Gökçe (* 1974), türkische Soziologin
- Yurdakul, Mehmet Emin (1869–1944), türkischer Dichter
- Yurdatapan, Meriç (* 1972), türkische Sängerin
- Yurdunuseven, İbrahim (* 1969), türkischer Politiker (AKP)
- Yuri (* 1964), mexikanische Sängerin und Filmschauspielerin
- Yuri (* 1989), südkoreanische PopsängerinYuri (* 1989)

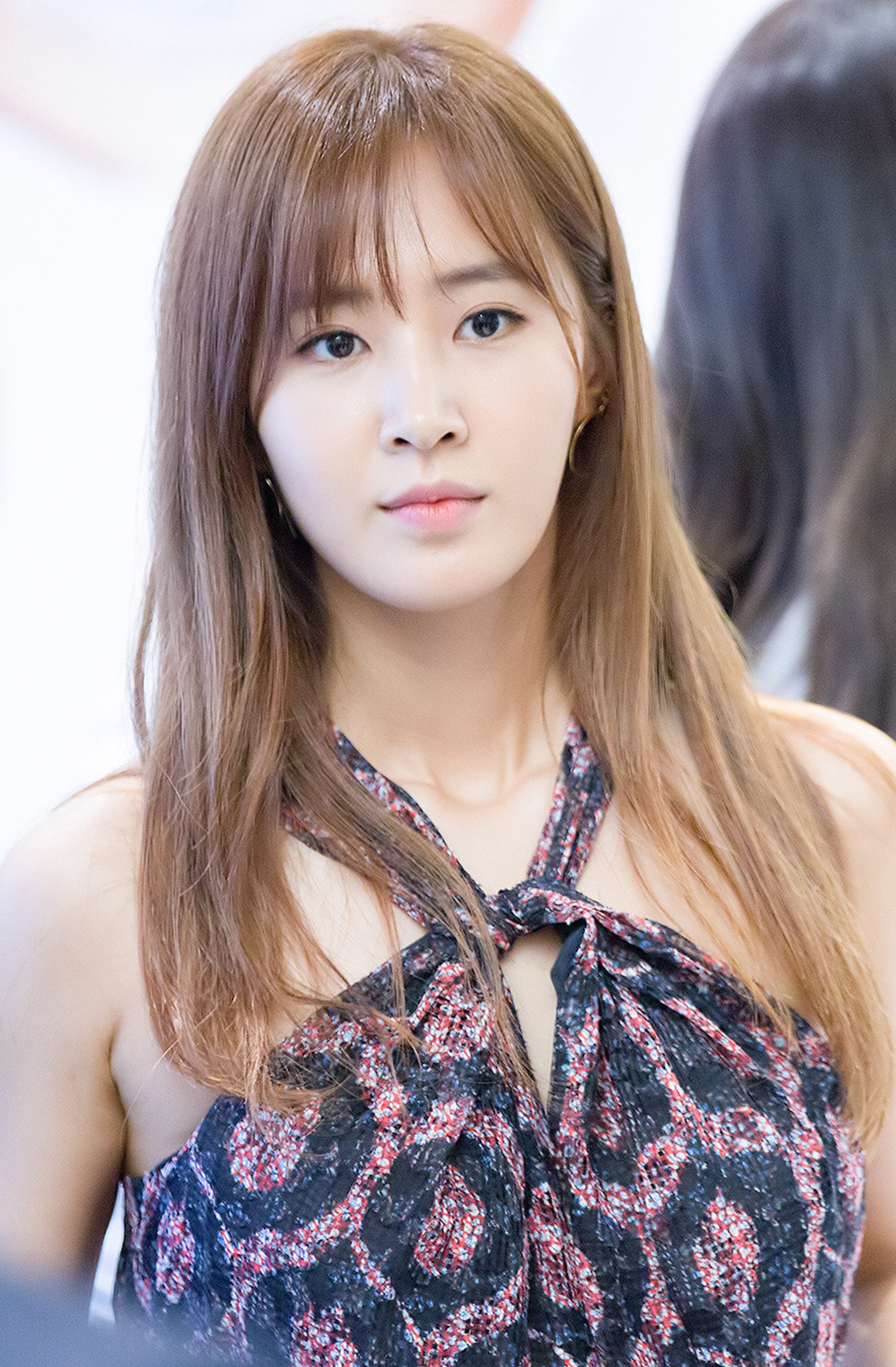
Yuri (* 1989)

- Yuri Alberto (* 2001), brasilianischer Fußballspieler
- Yuri, Kimimasa (1829–1909), japanischer Politiker und Unternehmer
- Yuria, Asaf (* 1985), israelischer Jazzmusiker
- Yuricich, Matthew (1923–2012), US-amerikanischer Matte Painter
- Yuricich, Richard, US-amerikanischer Spezialeffekt-Experte und Kameramann
- Yurick, Sol (1925–2013), US-amerikanischer Schriftsteller
- Yuridia (* 1986), mexikanische Popsängerin
- Yurika (* 1995), japanische J-Popsängerin
- Yuriko, Nana (1973–2014), deutsch-japanische Dokumentarfilmerin, Kamerafrau und Filmproduzentin
- Yuriko, Prinzessin Mikasa (1923–2024), Mitglied des japanischen Kaiserhaus
- Yurisa (* 1992), japanische Schauspielerin
- Yurka, Blanche (1887–1974), US-amerikanische Schauspielerin
- Yurke, Bernard (* 1951), US-amerikanischer Physiker
- Yurkew, David (1943–2007), US-amerikanischer Tattookünstler
- Yurkiw, Larisa (* 1988), kanadische Skirennläuferin
- Yurlova, Marina (1900–1984), russische Kindersoldatin, Tänzerin und Autorin
- Yuro, Timi (1940–2004), US-amerikanische Soul- und Rhythm-and-Blues-SängerinTimi Yuro (1940–2004)

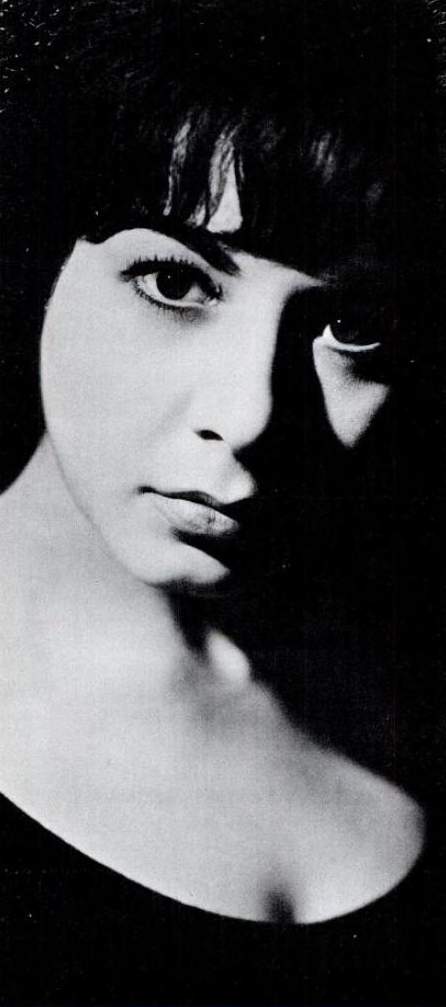
Timi Yuro (1940–2004)

- Yurovsky, Ronit (* 1993), US-amerikanische Tennisspielerin
- Yurrebaso, José María (* 1955), spanischer Radrennfahrer
- Yurt, Kurtuluş (* 1990), türkischer Fußballtorhüter
- Yurt, Tuğba (* 1987), türkische Popmusikerin
- Yurtçu, Ocak Işık (1945–2012), türkischer Journalist
- Yurtdaş, Barbara (* 1937), deutsche Schriftstellerin und Übersetzerin
- Yurtsever, Telat (1964–2021), deutscher Theaterregisseur
- Yurtsü, İsmet (1938–2015), türkischer Fußballspieler
- Yurttadur, Kadir (* 1999), türkischer Fußballspieler
- Yurttaş, Bektaş (1947–2018), türkischer Fußballspieler
- Yuruki, Kōya (* 1995), japanischer Fußballspieler
- Yürükuslu, Muhammet (1991–2018), türkischer Fußballspieler
- Yürür, Mustafa (* 1938), türkischer Fußballspieler
- Yūryaku († 479), 21. Tennō von Japan (456–479)

### Yus
- Yus, Unai (* 1974), spanischer Cyclocross- und Straßenradrennfahrer
- Yusa, Katsumi (* 1988), japanischer Fußballspieler
- Yusa, Masanori (1915–1975), japanischer Schwimmer
- Yusab II. († 1956), Papst von Alexandrien und Patriarch des Stuhles vom Heiligen Markus (Koptische Kirche)
- Yusaf, Patras (1936–1998), pakistanischer Geistlicher und Bischof von Multan
- Yusaku Yara (* 1948), japanischer Schauspieler und Synchronsprecher
- Yusef, Moli Yeski (* 1965), tschadischer Leichtathlet
- Yusef, Soleen (* 1987), deutsch-kurdische Regisseurin und DrehbuchautorinSoleen Yusef (* 1987)

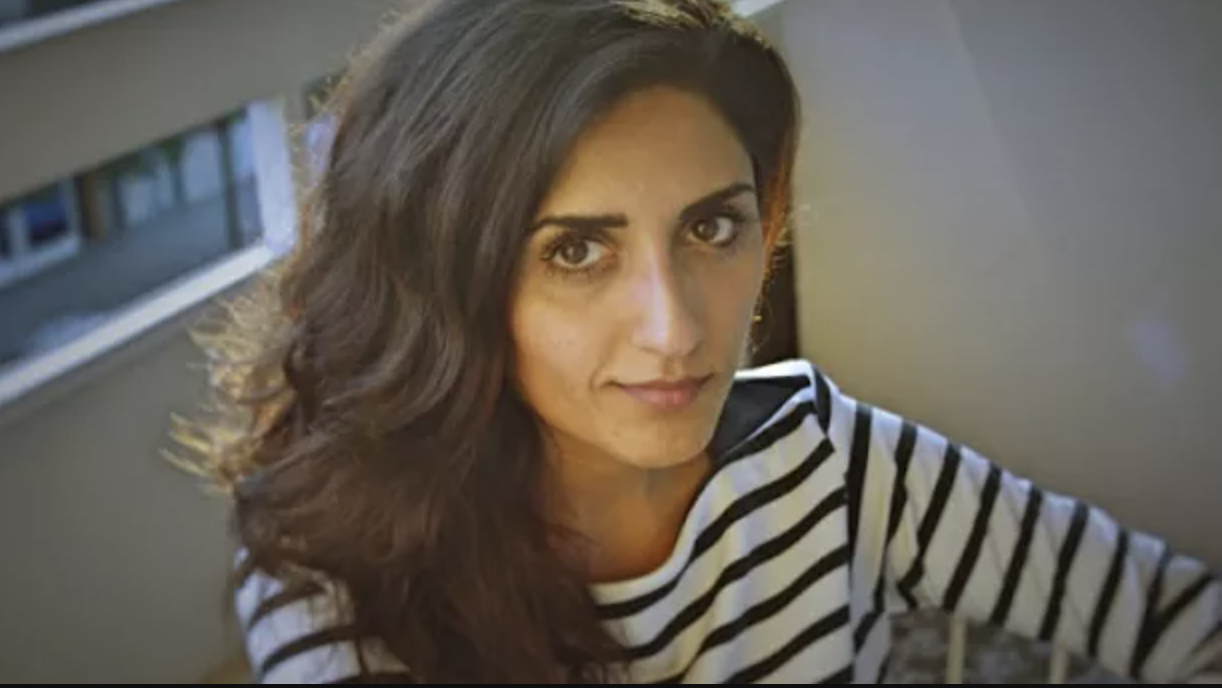
Soleen Yusef (* 1987)

- Yuseinov, Ateshghan, bulgarischer World-, Jazz- und Folkmusiker
- Yushan, Nijiati (* 1986), chinesischer Boxer
- Yusifbəyli, Nəsib bəy (1881–1920), aserbaidschanischer Publizist und Staatsmann
- Yusifli, Fərid (* 2002), aserbaidschanischer Fußballspieler
- Yusifzadə, Xoşbəxt (1930–2023), aserbaidschanischer Akademiker, erster Vizepräsident der Staatlichen Ölgesellschaft der Republik Aserbaidschan (SOCAR)
- Yusim, Nir (* 1978), israelischer Badmintonspieler
- Yusim, Victor, israelischer Badmintonspieler
- Yûsiv, Helîm (* 1967), syrisch-kurdischer Schriftsteller
- Yusof Mohamed Alam (1948–2004), bruneiischer Beamter und Mitglied der königlichen Familie
- Yusof, Eddy (* 1994), Schweizer Kunstturner
- Yusof, Mohammad (1914–1998), afghanischer Physiker, Politiker und Diplomat
- Yusoff, Kathryn, Geologin und Hochschullehrerin
- Yusoff, Mohamad Yusshazwan (* 1995), malaysischer Rollstuhltennisspieler
- Yusoff, Raihan (* 1988), malaysische Gewichtheberin
- Yusri, Yus Syazlin Nabila Binti (* 1998), malaysische Tennisspielerin
- Yussif Zara, Lara (* 1982), irakische Politikerin und Bürgermeisterin von Alqosch
- Yussuf, Ayila (* 1984), nigerianischer Fußballspieler
- Yussuroum, Mois (1920–2018), griechischer Widerstandskämpfer
- Yusta, Santiago (* 1997), spanischer Basketballspieler
- Yuste Jiménez, Juan (* 1975), spanischer Fußballschiedsrichterassistent
- Yuste Muñiz, José Javier (* 1971), spanischer Beachvolleyballspieler
- Yuste, Daniel (1944–2020), spanischer Radrennfahrer
- Yustrich, Juan (1909–2002), argentinischer Fußballtorhüter
- Yusuf al-Mutaman († 1085), Emir von Saragossa
- Yusuf Asʾar Yathʾar, König der Himjariten im Jemen
- Yusuf Franko Pascha (1855–1933), osmanischer Staatsmann und Karikaturist griechisch-katholischer Herkunft und einer der letzten Außenminister des Osmanischen Reiches
- Yusuf I. (1318–1354), Emir von Granada (1333–1354)
- Yusuf ibn Abd ar-Rahman al-Fihri, umayyadischer Statthalter von Narbonne in Septimania und moslemischer Statthalter von Al-Andalus
- Yūsuf ibn Nūḥ, karäischer Gelehrter
- Yusuf ibn Taschfin (1009–1106), Herrscher der Almoraviden (1061–1106)
- Yusuf II. († 1392), Emir von Granada (1391–1392)
- Yusuf II. al-Mustansir (1197–1224), sechster Kalif der Almohaden (1213–1224)
- Yusuf III. (1376–1417), Emir von Granada (1408–1417)
- Yusuf İsmail (1857–1898), Ringer aus dem Osmanischen ReichYusuf İsmail (1857–1898)

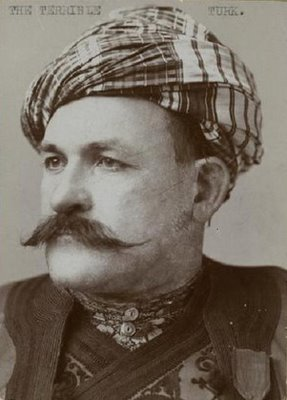
Yusuf İsmail (1857–1898)

- Yusuf IV. († 1432), Emir von Granada (1432)
- Yusuf Izzet Pascha (1876–1922), tscherkessischer Offizier
- Yusuf Izzettin Efendi (1857–1916), Thronfolger des osmanischen Throns
- Yusuf Kemal Bey (1878–1969), türkischer Jurist, Politiker und Beamter
- Yusuf Omar, Samia (1991–2012), somalische Leichtathletin
- Yusuf V. († 1463), Emir von Granada (1445–1446, 1462)
- Yusuf Ziya Bey (1882–1925), kurdischer und türkischer Politiker
- Yusuf, Abdullahi Ahmed, Verhaltensökologe
- Yusuf, Abdulqawi Ahmed (* 1948), somalischer Jurist und Richter am Internationalen Gerichtshof
- Yusuf, Ade (* 1993), indonesischer Badmintonspieler
- Yusuf, Alhassan (* 2000), nigerianischer Fußballspieler
- Yusuf, Eddy (1931–2003), indonesischer Badmintonspieler
- Yusuf, Fatima (* 1971), nigerianische Leichtathletin
- Yusuf, Hamza (* 1958), US-amerikanischer Islamwissenschaftler, moderner Prediger und Fernsehmoderator
- Yusuf, Kadra (* 1980), somalisch-norwegische Aktivistin
- Yusuf, Mohammed (* 1983), nigerianischer Fußballspieler
- Yusuf, Mohammed Abdi (* 1941), somalischer Politiker, Premierminister
- Yusuf, Muhammad Sodiq Muhammad (1952–2015), usbekischer Mufti
- Yusuf, Mulai (1882–1927), Sultan der Alawiden in Marokko
- Yusuf, Osman (1920–1982), türkischer Schauspieler
- Yusuf, Salim (* 1952), indisch-kanadischer Kardiologe und Epidemiologe
- Yusuf, Sami (* 1980), britischer Sänger, Komponist und MusikerSami Yusuf (* 1980)

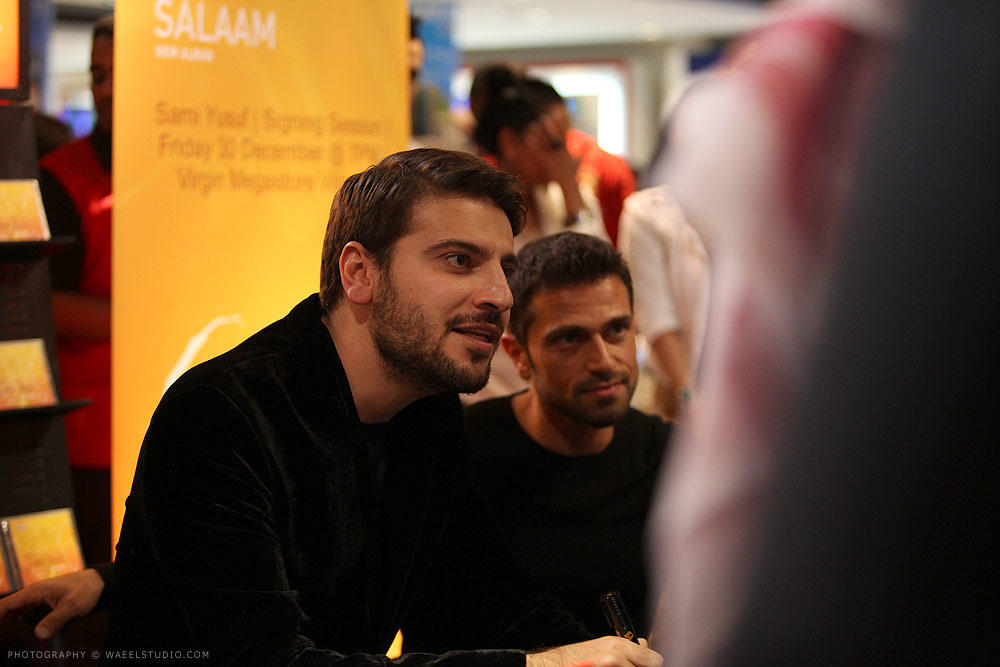
Sami Yusuf (* 1980)

- Yusuf, Shahzada Muhammad (1895–1979), britisch-afghanischer Hockeyspieler
- Yusuf, Ustaz Mohammed (1970–2009), nigerianischer Prediger und Sektenführer
- Yusufi, Khatera, afghanisch-deutsche Fernsehmoderatorin
- Yusufian, Boghos Bey (1775–1844), ägyptischer Außenminister (1826–1844)
- Yusufoğlu, Nihat (1974–1990), türkisch-kurdisches Opfer rechtsextremer Gewalt
- Yusufoğlu, Olcay (* 1988), türkische Schauspielerin und Synchronsprecherin
- Yusufoğlu, Şadi (* 1987), türkischer Biathlet
- Yusufzai, Abdul Ghafoor, afghanischer Fußballspieler
- Yusufzai, Mohammed Sarwar, afghanischer Fußballspieler
- Yūsuke, Katō (* 1986), japanischer Fußballspieler
- Yusupov, Akrom (1905–1975), usbekisch-sowjetischer Zirkusartist und Clown
- Yusupov, Alisher (* 1998), usbekischer Judoka
- Yusupov, Benjamin (* 1962), tadschikisch-israelischer Dirigent und Komponist
- Yusupov, Ibrayım (1929–2008), sowjetischer, karakalpakischer und usbekischer Dichter, Übersetzer, Dramatiker und Pädagoge
- Yusupov, Raul (1980–2005), georgischer Ministerialangestellter, starb mit dem Premierminister
- Yusupov, Sherzodjon (* 1982), usbekischer Gewichtheber
- Yusupova, Goʻzal (* 1997), usbekische Tennisspielerin
- Yusupova, Toʻti (1936–2022), usbekische bzw. sowjetische Theater- und Filmschauspielerin
- Yuswandari, Aprilia (* 1988), indonesische Badmintonspielerin

### Yut
- Yuta, Hakurozan (* 1982), russischer Sumōringer
- Yutar, Percy (1911–2002), südafrikanischer Staatsanwalt
- Yuthog Nyingma Yönten Gönpo (708–833), tibetischer Mediziner
- Yuththachai Liamkrai (* 1987), thailändischer Fußballspieler
- Yutpichai Lertlum (* 1999), thailändischer Fußballspieler
- Yuttajak Kornchan (* 1982), thailändischer Fußballspieler
- Yuttana Chaikaew (* 1981), thailändischer Fußballspieler
- Yuttana Ruangsuksut (* 1989), thailändischer Fußballspieler
- Yuttapong Srilakorn (* 1985), thailändischer Fußballspieler
- Yutthana Jongnok (* 1985), thailändischer Fußballspieler
- Yutthapoom Srichai (* 1991), thailändischer Fußballspieler

### Yuv
- Yuvaaraj, Panerselvam (* 1989), malaysischer Sprinter
- Yuvakuran, Semih (* 1963), türkischer Fußballspieler
- Yuvakuran, Utku (* 1997), türkischer Fußballtorhüter
- Yuval, Israel (* 1949), israelischer Gelehrter und Religionsphilosoph

### Yuw
- Yuwono, Yohanes Harun (* 1964), indonesischer Geistlicher, römisch-katholischer Erzbischof von Palembang

### Yux
- Yuxi, Luo (* 1994), chinesischer Mittelstreckenläufer

### Yuy
- Yuyama, Kunihiko (* 1952), japanischer Regisseur

### Yuz
- Yuzaki, Hidehiko (* 1965), japanischer Politiker
- Yuzawa, Masato (* 1993), japanischer Fußballspieler
- Yuzawa, Ryo (* 1976), japanischer Tischtennisspieler
- Yuzawa, Yōsuke (* 1990), japanischer Fußballspieler
- Yüzgenç, Tutku Burcu (* 1999), türkische Volleyballspielerin
- Yuzna, Brian (* 1949), philippinischer Produzent, Regisseur und DrehbuchautorBrian Yuzna (* 1949)

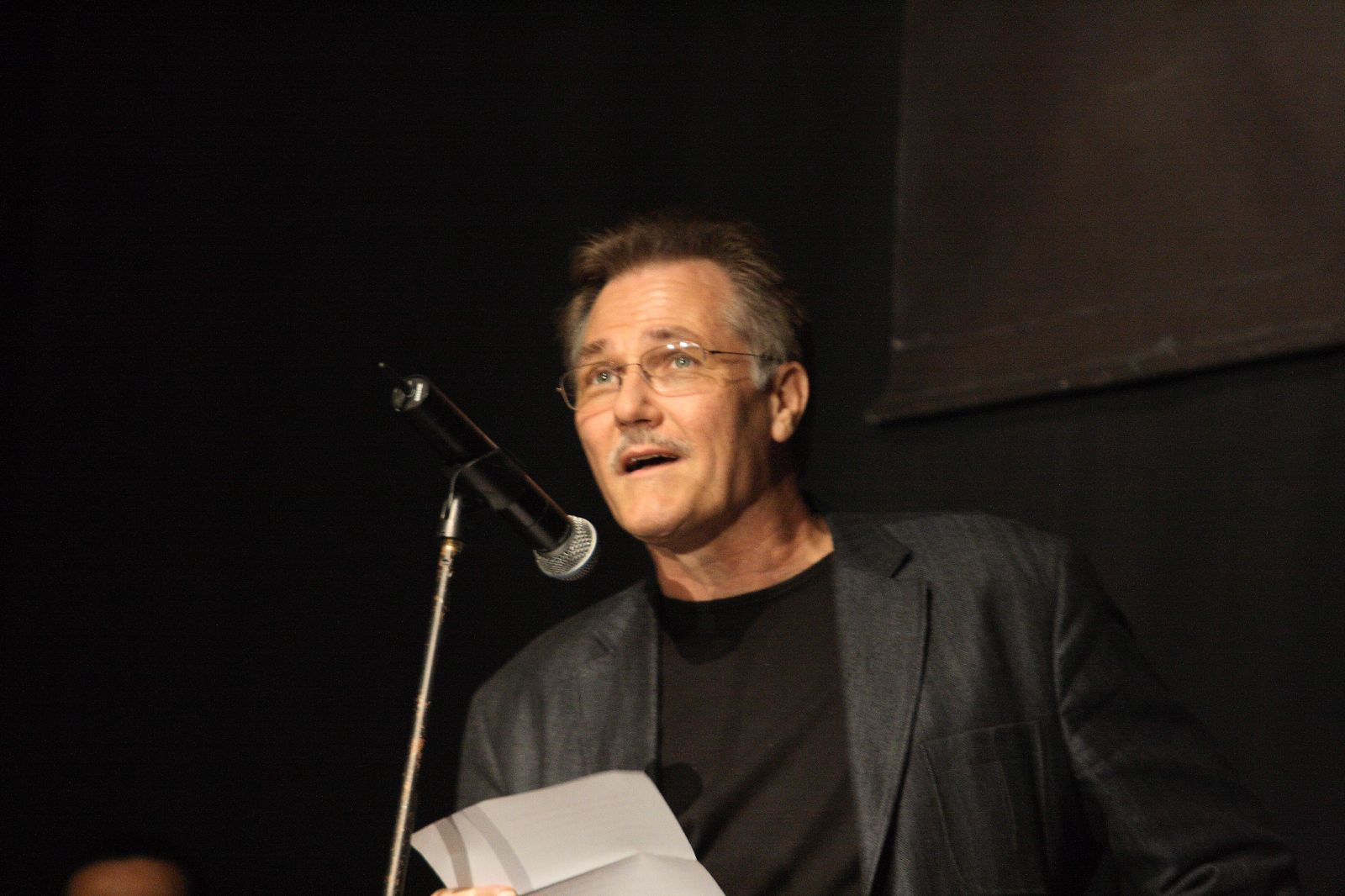
Brian Yuzna (* 1949)

- Yuzon Medroso, Leonardo (* 1938), philippinischer Geistlicher, emeritierter römisch-katholischer Bischof von Tagbilaran
- Yüzüak, Eren (* 2004), türkischer Fußballspieler
- Yuzuki Watase (* 2003), japanische Seiyū und Musikerin
- Yuzuki, Asako (* 1981), japanische Schriftstellerin
- Yuzuki, Takeru (* 1998), japanischer Tennisspieler